# Владимир Высоцкий в кино

В роли уличного певца в фильме «Бегство мистера Мак-Кинли». Рекламная съёмка 1974 года

За годы работы в кинематографе Владимир Высоцкий снялся более чем в двадцати пяти фильмах. Его кинодебют состоялся в 1958 году, во время обучения в Школе-студии МХАТ, когда он сыграл эпизодическую роль студента Пети в фильме «Сверстницы». В ранней фильмографии Владимира Семёновича преобладали персонажи, в образах которых он ненадолго появлялся на экране, произнося несколько реплик. В 1960-х годах режиссёры, приглашая Высоцкого в кино, порой активнее использовали его песенно-исполнительский потенциал, нежели драматические возможности. Первой киноработой, изменившей «эпизодическое» амплуа Высоцкого, стала роль танкиста Володи в фильме режиссёра Виктора Турова «Я родом из детства». Широкую известность актёру принесло участие в картине «Вертикаль». В обоих фильмах впервые прозвучали с экрана песни Высоцкого; песни из «Вертикали», придавшие действию динамику и остроту, стали своеобразным альпинистским фольклором и были высоко оценены и публикой, и критиками. Присутствие в кадре Высоцкого могло стать причиной того, что лента ограничивалась в показах или вовсе не выпускалась на экран. Так произошло с картиной «Короткие встречи» Киры Муратовой (1966), которую зрители увидели только в 1987 году.
Сколько версий, сколько спора

Возникает тут и там!

Знают про киноактёра

Даже больше, чем он сам.
В 1968 году актёр создал образы белогвардейского поручика Брусенцова («Служили два товарища», режиссёр Евгений Карелов) и революционера-подпольщика Бродского («Интервенция», режиссёр Геннадий Полока). Стремясь сломать стереотип антигероя и героя в этих фильмах, Высоцкий показал фигуру белогвардейца Брусенцова настолько ярко, что его портрет вышел на первый план и потребовал купюр, а роль революционера была решена «эпатажно», что послужило одной из причин запрета картины в прокате. Были в кинокарьере Высоцкого и роли неоднозначных или отрицательных персонажей; среди них — преступник Рябой («Хозяин тайги»), эпизодический полицай на свадьбе («Война под крышами»), максималист фон Корен («Плохой хороший человек»), человек с «заглохшей совестью» Он в фильме «Четвёртый», «обшарпанный соблазнитель» Борис Ильич («Единственная…»). Актёр играл и положительных героев: революционера-подпольщика Николая Коваленко (Жоржа Бенгальского) в авантюрных «Опасных гастролях», военнопленного Солодова («Единственная дорога»), Ибрагима Ганнибала («Сказ про то, как царь Пётр арапа женил»). Последними актёрскими работами Высоцкого стало участие в телевизионных фильмах — он исполнил роли Глеба Жеглова в «Место встречи изменить нельзя» (режиссёр Станислав Говорухин, премьера 11 ноября 1979 года) и Дон Гуана в «Маленькие трагедии» (режиссёр Михаил Швейцер, премьера 29 февраля 1980 года). В 1987 году Высоцкий был посмертно удостоен Государственной премии СССР «за создание образа Жеглова в телевизионном художественном фильме „Место встречи изменить нельзя“ и авторское исполнение песен».
Высоцкий не только снимался в кино, но и играл в телеспектаклях, а также занимался закадровой работой: его голос звучит в мультфильмах и документальной ленте «Ильф и Петров». В качестве автора он предложил для фильмов не менее ста тридцати песен, в том числе «Братские могилы», «Песню о друге», «Песню Бродского», «Дом хрустальный», «Куплеты Бенгальского», «Балладу о Любви», «Прерванный полёт» и другие. Немалая часть произведений, написанных им для кино, была отклонена худсоветами студий ещё на подготовительных этапах или удалена из картин во время сдачи или монтажа.
Высоцкому не довелось воплотить в жизнь планы, связанные со сценарной деятельностью: написанные им (самостоятельно или в соавторстве) сценарии не были приняты в производство. Единственным исключением стал совместный с Игорем Шевцовым сценарий к фильму «Зелёный фургон», фактически принятый (при условии доработки) в 1980 году Одесской киностудией; тем не менее этот проект остался нереализованным. Начиная со второй половины 1960-х годов появление Высоцкого на экране неизменно сопровождалось откликами в прессе; в 1975 году в издательстве «Искусство» вышла книга «Актёры советского кино» со статьёй Ирины Рубановой «Владимир Высоцкий», ставшая наиболее полным прижизненным исследованием кинематографического творчества артиста.

## Владимир Высоцкий и кинематограф
В 1976 году Владимир Высоцкий, отвечая на вопрос корреспондента болгарской газеты «Дружба», рассказал о том, как бы он распределил свои приоритеты, если бы вновь оказался в начале творческого пути. Их расстановка — по степени важности — выглядела так: «Пожалуй, в этой новой жизни я бы, в основном, писал. Время от времени просился бы поиграть на сцене. Понемногу пел бы для друзей. Ну и, наверное, снимался бы, если бы были интересные роли». Кинематограф в ту пору (ещё до участия актёра в фильмах «Маленькие трагедии» Михаила Швейцера и «Место встречи изменить нельзя» Станислава Говорухина) не входил в число главных жизненных интересов Высоцкого; возможно, это связано с тем, что его экранная биография оказалась не столь впечатляющей, как сценическая. Тем не менее желание работать в кино у Владимира Семёновича сохранялась — не случайно в том же интервью он назвал несколько фамилий режиссёров мирового уровня, с которыми хотел бы сотрудничать; среди них были Феллини и Бергман.
Высоцкий, снявшийся более чем в двадцати пяти фильмах, при жизни не получил ни государственных наград, ни званий (Государственная премия СССР была присуждена ему посмертно, в 1987 году). В целом его кинокарьера, особенно на первых порах, складывалась непросто. У актёра не было первой заметной роли — подобной той, с которой дебютировали на экране Людмила Гурченко («Карнавальная ночь») или Владимир Ивашов («Баллада о солдате»). В ранней фильмографии Владимира Семёновича значились персонажи, в образах которых он появлялся в картинах на несколько секунд, произнося одну-две реплики. Во второй половине 1960-х годов постановщиков ряда фильмов больше интересовало песенное творчество Высоцкого, нежели его же актёрский потенциал. В этот период кинороли артиста нередко совпадали с образами героев из его произведений. При этом «полулегальное существование» Высоцкого в культуре порой вынуждало создателей картин «передоверять» его голос другим исполнителям.
Как писала критик Ирина Рубанова, киногерои Высоцкого — чаще всего люди бесприютные. Их почти невозможно было увидеть в домашней, комфортной обстановке; местом их обитания были палатка (в фильмах «Вертикаль» и «Хозяин тайги»), съёмное жильё («Служили два товарища»), гостиница («Четвёртый»). Причина того, что его персонажами оказались в основном бродяги-романтики, не привязанные к быту, кроется, возможно, в том, что энергичное время заставляло и актёра, и других «шестидесятников» постоянно сниматься «с насиженных мест» в поисках новых впечатлений; эта примета эпохи была подмечена кинематографистами. Тем не менее лучшие работы актёра, по утверждению критика Олега Ковалова, связаны не с современностью, а с участием в исторических картинах или экранизации классики — речь идёт о таких ролях, как Дон Гуан («Маленькие трагедии»), Бродский («Интервенция»), Брусенцов («Служили два товарища»), фон Корен («Плохой хороший человек»), Жеглов («Место встречи…»). Капитан Жеглов стал тем героем, которому зрители «„простили“ отсутствие песен».

В некоторых его киноролях сила чётко отграничена от эгоцентризма, мужественность — от провинциального демонизма. Для него реальностью были такие понятия, как «мужское дело», «мужская работа». Этому подтверждение все его выступления в кино и театре — от Хлопуши до Свидригайлова и капитана Жеглова.
| Год  |     | Название                               | Примечание |
| ---- | --- | -------------------------------------- | --- |
| 1959 | ф   | Сверстницы                             | студент Петя (эпизод) |
| 1961 | тсп | «Орлиная степь»                        | реж. Леонид Пчёлкин; эпизод; исполнение фрагмента песни «Белым снегом…»                                                                   |
| 1961 | ф   | Карьера Димы Горина                    | монтажник-высотник Софрон |
| 1962 | ф   | 713-й просит посадку                   | американский морской пехотинец |
| 1962 | ф   | Увольнение на берег                    | матрос Пётр, друг Валежникова |
| 1963 | ф   | Штрафной удар                          | гимнаст Юрий Никулин |
| 1963 | ф   | Живые и мёртвые                        | весёлый солдат (эпизод) |
| 1965 | тсп | «Комната»                              | реж. Леонид Пчёлкин; эпизод; в ролях: Людмила Комаровская, Дальвин Щербаков, Вениамин Смехов, Людмила Абрамова, Эдуард Арутюнян           |
| 1965 | ф   | На завтрашней улице                    | бригадир Пётр Маркин |
| 1965 | ф   | Наш дом                                | радиотехник |
| 1965 | ф   | Стряпуха                               | Андрей Пчёлка |
| 1966 | ф   | Я родом из детства                     | капитан-танкист Володя (автор и исполнитель песен)                                                                                        |
| 1966 | ф   | Саша-Сашенька                          | певец с гитарой (эпизод) |
| 1967 | ф   | Вертикаль                              | радист Володя (автор и исполнитель песен)                                                                                                 |
| 1967 | ф   | Короткие встречи                       | геолог Максим (автор и исполнитель песен)                                                                                                 |
| 1967 | ф   | Война под крышами                      | полицай на свадьбе (исполнитель песни в эпизоде); на экраны фильм вышел в 1971 г                                                          |
| 1968 | ф   | Интервенция                            | подпольщик Мишель Воронов / Е. Бродский (автор и исполнитель песни «Как все, мы веселы бываем и угрюмы…»); на экраны фильм вышел в 1987 г |
| 1968 | ф   | Служили два товарища                   | поручик-белогвардеец Александр Брусенцов                                                                                                  |
| 1969 | ф   | Хозяин тайги                           | бригадир сплавщиков Иван Рябой (автор и исполнитель песен)                                                                                |
| 1970 | ф   | Опасные гастроли                       | Жорж Бенгальский / Николай Коваленко (автор и исполнитель песен)                                                                          |
| 1970 | ф   | Белый взрыв                            | капитан (эпизод) |
| 1973 | ф   | Четвёртый                              | Он |
| 1973 | ф   | Плохой хороший человек                 | зоолог Николай фон Корен |
| 1975 | ф   | Единственная дорога                    | шофёр Солодов (автор и исполнитель «Песни Солодова»); югославская премьера — 10 января 1975 г. и московская — 3 мая 1976 г                |
| 1975 | ф   | Бегство мистера Мак-Кинли              | уличный певец Билл Сиггер (автор и исполнитель баллад)                                                                                    |
| 1976 | ф   | Единственная                           | руководитель хорового кружка Борис Ильич (автор и исполнитель песни «Погоня»)                                                             |
| 1976 | ф   | Сказ про то, как царь Пётр арапа женил | Ибрагим Ганнибал |
| 1977 | ф   | Их двое                                | эпизодическая роль сослуживца Марии |
| 1979 | с   | Место встречи изменить нельзя          | капитан МУРа Глеб Жеглов (исполняет фрагмент песни А. Вертинского «Лиловый негр»)                                                         |
| 1980 | с   | Маленькие трагедии                     | Дон Гуан |

## Первые роли в кино
Кинематографический дебют Высоцкого состоялся в 1958 году, когда его, третьекурсника Школы-студии МХАТ, пригласили на роль студента Пети в мелодраме Василия Ордынского «Сверстницы». Впоследствии актёр не без иронии рассказывал о начале работы в кино, упоминая при этом, что единственную реплику своего персонажа — «Сундук и корыто» — он от волнения произнёс «высоким голосом и заикаясь». Как уточнял высоцковед Марк Цыбульский, на самом деле студент Петя обменялся с собеседником не одной, а двумя краткими фразами, но роль действительно была неброской — в общей сложности Владимир Семёнович присутствовал на экране не более пятнадцати секунд.
Гораздо более заметной была роль монтажника Софрона, сыгранная Высоцким в фильме «Карьера Димы Горина» (1961). Съёмки проходили в Карпатах при плохой погоде. По сюжету герою Владимира Семёновича требовалось преодолевать холодную горную реку и взбираться на сорокаметровую мачту ЛЭП; Высоцкий, находившийся в хорошей физической форме, выполнял сложные трюки без дублёров. В первый съёмочный день шла работа над эпизодом, в котором Софрон активно ухаживал за Галей Берёзкой — героиней Татьяны Конюховой. Согласно сценарию, влюблённый в Галю Горин (Александр Демьяненко) за слишком вольное поведение должен был наказать «соперника» ударом по лицу. Дублей было много, и Высоцкий, по его словам, получил от Демьяненко девять настоящих ударов в челюсть: «Вот так началось моё знакомство с кинематографом — с такого несправедливого, в общем, мордобития». Несмотря на то, что образ Софрона получился весьма колоритным, критики обошли вниманием и сам фильм, и героя Высоцкого.

На съёмках к/ф «713-й просит посадку», 1961 г.

В первой половине 1960-х годов Высоцкий нередко получал возможность участвовать в фильмах благодаря ходатайствам Левона Кочаряна, работавшего в них вторым режиссёром. Так, по рекомендации Кочаряна актёру досталась роль моряка Петра в ленте «Увольнение на берег» (1961). Несмотря на то, что герой Высоцкого появился в картине лишь в нескольких эпизодах, актёр вспоминал о съёмках на крейсере «Михаил Кутузов» как о работе с полным вживанием в роль: «Я жил там целый месяц, спал в кубрике. Учился драить палубу».
По протекции Кочаряна Высоцкий попал и в первый советский фильм-катастрофу «713-й просит посадку» (1962), где ему досталась роль американского морского пехотинца. Картина, снятая в жанре «политического детектива», выделена высоцковедами как отдельная веха в кинобиографии актёра, потому что на созданный им образ впервые обратили внимание критики. Рецензент И. Раздорский в статье, посвящённой «713-му…» («Московская кинонеделя», 1962, 20 мая), упомянул о его персонаже как о «добром малом», который тем не менее ведёт себя в салоне самолёта слишком бесцеремонно — «как в оккупированной стране». Затем последовали небольшие роли гимнаста Юрия Никулина («Штрафной удар», 1963), бригадира Маркина («На завтрашней улице», 1965), эпизоды в картинах «Живые и мёртвые» (1964) и «Наш дом», (1965). Работа в фильме Фёдора Филиппова «Грешница», где Высоцкий сыграл некоего Пыртикова, завершилась тем, что при монтаже его маленькая роль была полностью вырезана; при этом в титрах картины фамилия актёра всё-таки осталась.
В 1966 году на экраны вышла лирическая комедия Эдмонда Кеосаяна «Стряпуха», в которой Высоцкий исполнил роль кубанского тракториста Андрея Пчёлки. Высоцкий, во время съёмок неоднократно уличавшийся режиссёром в нарушении режима, периодически посылал из киноэкспедиции телеграммы в Москву: «На Большой Каретный, дедушке Левону Суреновичу. Милый дедушка, забери меня отсюдова. Эдик меня обижает». В письме, отправленном из Краснодара другу Игорю Кохановскому, актёр сообщал, что «ничего, кроме питья, в Краснодаре интересного не было». Результатом совместной работы оказались не удовлетворены ни Высоцкий, ни Кеосаян. Артист был недоволен тем, что его герой, перекрашенный в блондина, поёт под гармошку чужие песни незнакомым высоким голосом. Кеосаян не скрывал неудовольствия от того, что в период озвучивания фильма Высоцкого невозможно было найти в Москве: «И пришлось мне озвучивать его другим актёром».
Анализируя первые кинороли Высоцкого, Ирина Рубанова отмечала, что любую из них мог сыграть другой исполнитель; в них ещё не просматривалась та актёрская индивидуальность, которая впоследствии обнаруживалась в его же дон Гуане или Глебе Жеглове.

Высоцкий, снимаясь в фильмах «Карьера Димы Горина», «Сверстницы», «Увольнение на берег», оглядывался на кинематографических фаворитов, шёл не от наблюдения и собственного взгляда, а от популярных образцов, то есть к самостоятельности пока не стремился. Утверждать сейчас обратное было бы отступлением от правды. <...> Если и любопытно сегодня смотреть его первые фильмы, то, наверное, для того только, чтобы наглядно убедиться, как упрямо искал артист свой материал, как настойчиво выявлял мысль, с каким старанием оттачивал технику.— Ирина Рубанова

## Во второй половине 1960-х годов

### «Я родом из детства»

В роли танкиста в фильме «Я родом из детства»

Первой киноработой, изменившей «эпизодическое» амплуа Высоцкого, стала роль танкиста Володи в фильме «Я родом из детства» белорусского режиссёра Виктора Турова. Их знакомство состоялось на почве интереса Турова к автору «неординарных песен». Летом 1965 года Высоцкий по предложению оператора фильма Александра Княжинского приехал в Минск на кинопробы. После пробных съёмок, которые Высоцкий прошёл, по мнению Турова, «неплохо», были записаны несколько его песен на профессиональную широкую магнитную плёнку. Более близкое знакомство произошло вечером этого же дня — Высоцкий пел свои песни под гитару в общежитии, где жили операторы. Неформальное общение режиссёра и поэта переросло в дружбу. Несмотря на то, что существовали более удачные пробы других актёров, Высоцкий был утверждён на роль.
Тридцатилетний седой капитан-танкист, прошедший всю войну и горевший в танке, с лицом, обезображенным шрамом, по воле режиссёра был автором и исполнителем своих песен (в сценарии Геннадия Шпаликова они не планировались). В августе киностудия «Беларусьфильм» заключила с Высоцким договор на написание и доработку трёх произведений к фильму: «Братские могилы», «Звёзды» и «Высота». Виктор Туров удачно интегрировал песни глубоко в сюжет фильма, их невозможно было изъять без ущерба для картины. «Братские могилы» в фильме исполнял Марк Бернес, его проникновенное исполнение нравилось Высоцкому. По свидетельству супруги Бернеса — Лилии Михайловны Бернес-Бодровой, Высоцкий сам пригласил Марка Наумовича к исполнению этой песни в картине.
Съёмки фильма происходили в Слониме, Гродно, Смоленске, Ялте. По воспоминаниям участников съёмочной группы, Высоцкий во время работы над фильмом вёл себя «как свой», создавал вокруг себя доброжелательную атмосферу доверия и соучастия. На экранах картина появилась в конце 1966 года. Впервые с экрана звучали песни поэта и в титрах его фамилия впервые числилась в новом качестве — как автора песен. После многочисленных согласований и переозвучиваний в фильм полностью вошли два произведения — «В холода, в холода…» и «Братские могилы», три — фрагментарно («Высота», «Песня о звездах») и две строки из «Штрафных батальонов». С точки зрения актёрской работы полностью реализоваться в этой картине Высоцкому не удалось. Фильм был неоднозначно принят критикой; по словам Турова, в прессе её два раза «разнесли». Обозреватель журнала «Искусство кино» А. Вартанов писал: «Нет значительных человеческих характеров, и актёрам, в сущности, нечего играть. В. Белокуров, Е. Уварова, Н. Ургант, В. Высоцкий оказываются в весьма странном положении, словно что-то вспоминая из прежних ролей, пытаются заполнить пустоты характеров, но тщетно…».

### «Вертикаль»

В роли радиста Володи

«Вертикаль» делит жизнь Высоцкого на до и после. После этого фильма известность Высоцкого рванула <…> вертикально вверх. Он спас «Вертикаль» от забвения — если бы не песни Высоцкого, то фильм бы был прочно забыт. Режиссёр фильма Станислав Говорухин это признаёт: «Зрительским успехом фильм обязан прежде всего Высоцкому — и его песням, и появлению на экране».
В начале лета 1966 года Театр на Таганке гастролировал в Грузии. Во время пребывания в Тбилиси Высоцкий получил приглашение от Одесской киностудии на участие в съёмках фильма про альпинистов с рабочим названием «Мы — идиоты». В те годы киностудия, как и любое предприятие, имела обязательный производственный план — Одесской студии необходимо было выпустить до конца года пять фильмов. Весьма слабый сценарий, в дальнейшем переименованный в «Мы — одержимые», в апреле 1966 года достался начинающим режиссёрам Станиславу Говорухину и Борису Дурову. Их попытки переработать сюжетную линию произведения закончились неудачей, и дебютанты решили положить в основу фильма песни — снять «эдакую поэму о горах». Вначале создатели картины пытались привлечь к участию в проекте Юрия Визбора, но тот, недовольный драматургическим материалом, от работы отказался. Высоцкий же дал согласие и был утверждён на роль радиста Володи практически без проб. Схематичный сценарий и роль радиста-бородача, оставшегося в лагере и предупреждающего товарищей об опасности, заинтересовала Высоцкого гораздо меньше, чем возможность написания песен для фильма.
Работа киногруппы проходила в Приэльбрусье, в Баксанском ущелье, и включала в себя обязательные для актёров занятия по скалолазанию. Руководителем группы инструкторов фильма был альпинист-профессионал Леонид Елисеев. Съёмки, проходившие в реальных условиях на высоте свыше 3000 метров, требовали от актёров квалификации на уровне разрядников, а в отдельных сценах — и мастеров спорта по альпинизму. По итогам съёмок Владимир Высоцкий получил удостоверение и нагрудный знак «Альпинист СССР». Елисеев, подружившийся с Высоцким и рассказывавший ему эпизоды из своей альпинистской практики, стал невольным соавтором первой написанной для картины «Песни о друге». Если в начале работы над фильмом Высоцкий в письме супруге жаловался, что не может писать о том, чего «не знает», и сомневается в удачном результате, то вскоре, по словам Говорухина, актёр проникся идеей альпинизма, и песни «полились у него, как из рога изобилия». В конечную версию фильма вошли пять песен Высоцкого; не получили одобрения две — «Скалолазка» и «Гололёд на Земле, гололёд…». В качестве композитора создатели фильма пригласили малоизвестную в ту пору Софию Губайдуллину. Её музыка к фильму и оркестровки к песням Высоцкого были приняты худсоветом, который тем не менее имел претензии к самой картине: комиссии не нравился финал, отсутствие выраженной драматургии. Из-за дефицита времени на пересъёмки фильм появился на экранах без изменений.
В июне 1967 года фильм «Вертикаль» вышел в широкий прокат. Большинство зрителей впервые увидели Высоцкого на экране, познакомились с его новыми произведениями, открыли для себя, что он не представитель блатного мира, поющий про «мелких и крупных нарушителей закона», которые звучали с магнитофонов по всей стране, а драматический актёр и автор разнообразных по тематике песен. Картина имела большой прокатный успех — её посмотрели 32,8 миллиона зрителей. «Вертикаль» заметили и критики, мнение которых было почти единодушным: «Фильм слабый, песни хорошие». Актёрская работа Высоцкого в рецензиях особо не выделялась, но тексты песен печатались во многих изданиях.

В песнях и частично в герое Высоцкого из фильма «Вертикаль» собраны иногда уже проработанные, иногда только эскизно набросанные внутренние мотивы, которые он станет развивать в последующих своих ролях. Здесь возникает тема силы, которая странным образом вдруг оборачивается слабостью, тема неразделенной любви, святая вера в мужскую дружбу и взаимовыручку, а также постоянный во всех без исключения киноролях Высоцкого мотив неукорененности в повседневности, безбытность его персонажей.— Ирина Рубанова

### «Короткие встречи»

В фильме «Короткие встречи»

Летом 1966 года Высоцкий сообщил Людмиле Абрамовой, что на Одесской киностудии, куда он прибыл для переговоров со Станиславом Говорухиным по поводу съёмок в «Вертикали», ему дали прочитать сценарий фильма «Короткие встречи», написанный Кирой Муратовой и Леонидом Жуховицким: «Хороший сценарий, хорошая роль, главная и опять в бороде». Владимир Семёнович прошёл кинопробы, которые, по его словам, были вполне удачными, однако худсовет утвердил на роль геолога Максима другого артиста — Станислава Любшина. Непосредственно перед запуском картины в производство выяснилось, что Любшин связан контрактными обязательствами с лентой «Щит и меч», и создатели «Коротких встреч» вынуждены были вернуться к кандидатуре Высоцкого. Как вспоминал оператор Геннадий Карюк, 1966—1967 годы стали для актёра периодом испытаний на выносливость, потому что ему приходилось совмещать работу в Театре на Таганке с одновременным участием в двух фильмах.
В основе фильма «Короткие встречи», снятого в тяготеющей к «естественности» стилистике 1960-х годов, — история недолгого романа геолога Максима с юной буфетчицей Надей (кинодебют Нины Руслановой) и его же сложных отношений с женой — исполкомовской чиновницей Валентиной Ивановной Свиридовой (эту роль сыграла режиссёр Кира Муратова после того, как утверждённая худсоветом актриса Антонина Дмитриева не прибыла на съёмки). Максим — типичный герой-«шестидесятник», неприкаянный, одинокий и бесприютный; в нём совмещены «хемингуэевская» тяга к вольным странствиям с печоринским стремлением к новизне. Он уходит от близких людей без драматизма, возвращается без оправданий, о любви говорит с лёгкой иронией, а песни напевает с усталой насмешливостью: «В заколдованных болотах / Там кикиморы живут…». По словам киноведа Анны Блиновой, лишь один раз в негромком фильме «контрастно прорвался истинный Высоцкий» — речь идёт об эпизоде, когда Надя, появившись ночью у костра геологов, приносит Максиму зашитый пиджак.

И вот в кадре — сначала — загоревшиеся глаза Максима, затем — безмолвный, страстный его призыв. <...> Высоцкий не произнёс ни одного слова, он мимикой и пластикой показал состояние мгновенного увлечения своего героя. Это был момент истины, убедивший нас в том, что геолог Максим мог бы стать одним из крупных достижений Высоцкого, если б образ создавался не в полутонах и вполголоса, не с иронией, не с наигранной лёгкостью, а в полную силу.
При приёмке монтажа «Коротких встреч» редколлегия киностудии выдвинула ряд претензий. В заключении комиссии, датированном 16 февраля 1967 года, было, в частности, указано, что исполняемую Максимом песню «Гололёд» следует заменить, потому что она «несёт в себе многозначительные намёки, заставляющие совершенно иначе трактовать весь фильм». Затем на студию поступило письмо из Комитета по кинематографии СССР, в котором отмечалось, что героиня Надя, «сойдясь с Максимом, совершает по существу глубоко аморальный поступок. Однако авторы нисколько не осуждают её за это, они не дают и моральной оценки и поступкам Максима». Несмотря на то, что сначала в режиссёрский сценарий, а затем и в картину были внесены изменения, итоговый вердикт чиновников остался жёстким: «В фильме не получился и образ героя. В исполнении актёра В. Высоцкого фигура Максима приобретает пошлый оттенок». В результате лента получила низшую категорию и была быстро исключена из проката. Тем не менее Высоцкий называл свою роль в «Коротких встречах» одной из любимых.

### «Интервенция»

В роли Бродского

Зимой 1967 года Геннадию Полоке было предложено начать работу над фильмом «Интервенция» по мотивам одноимённой пьесы Льва Славина. Режиссёр, стремясь избежать кинематографических «штампов», которыми нередко насыщались картины о Гражданской войне, выступил в прессе со своеобразным манифестом, в котором призвал артистов «возродить традиции театра и кино первых лет революции». По замыслу Полоки, снимаемый фильм должен был, с одной стороны, вместить в себя балаганное зрелище; с другой — поднять серьёзные исторические вопросы. Главный герой «Интервенции» — революционер-подпольщик Бродский — являлся и участником, и одновременно «постановщиком» происходивших в ленте событий. Этот персонаж привлёк внимание многих актёров — так, были сделаны фотопробы Андрея Миронова; в пробных киносъёмках участвовал Михаил Козаков; ролью Бродского интересовался Аркадий Райкин.
Высоцкий, которого Полоке порекомендовал Всеволод Абдулов, проходил пробы в паре с Ольгой Аросевой — исполнительницей роли мадам Ксидиас. Кандидатура Владимира Семёновича, представленная худсовету «Ленфильма», вызвала протест со стороны членов комиссии, претензии которых были связаны со «специфической внешностью» и «театральной манерой» артиста. Полоке удалось отстоять Высоцкого благодаря поддержке Григория Козинцева, руководившего в ту пору режиссёрской мастерской при «Ленфильме». После утверждения актёра на главную роль в киногруппе обрела популярность шуточная поговорка, сложившаяся ещё в годы Гражданской войны и обыгрывавшая фамилии чаеторговца, сахаропромышленника и революционера: «Чай — Высоцкого, сахар — Бродского, Россия — Троцкого».
Для Высоцкого участие в картине с фарсовой, скоморошьей стилистикой и «игрой в игре» оказалось родной стихией; он появлялся на площадке даже в те дни, когда был свободен от съёмок. Его герой представал перед зрителями не только в разных масках, но и в разных костюмах — он был облачён то в офицерскую форму, то в элегантный пиджак, то в полосатую матросскую тельняшку, то в одежду арестанта. Эпизод с дракой, в котором Бродскому пришлось принимать полновесные удары противников, актёр играл без дублёров; по словам Анны Блиновой, эти кадры «не уступали подобным сценам в американских боевиках». В конце картины, когда находившийся в тюрьме подпольщик ждал расстрела, его игра «в переодевания» прекратилась. С усталым достоинством человека, сохранившего себя в сложных обстоятельствах, Бродский исполнил свою финальную песню: «Как все, мы веселы бываем и угрюмы, / Но если надо выбирать и выбор труден — / Мы выбираем деревянные костюмы, — / Люди! Люди!».
Фильм не был принят комиссией Госкино, которая сочла, что в «Интервенции» дано «изображение священных для нас событий и большевика Бродского в непозволительной эксцентрической форме». В октябре 1968 года коллегия Комитета по кинематографии выпустила постановление, в котором говорилось, что дальнейшая работа над «Интервенцией» признана бесперспективной. Все материалы по картине, включая негатив и фонограммы, были переданы в Госфильмофонд СССР. Члены киногруппы, не смирившись с запретом картины, пытались её отстаивать. Ими было подписано обращение на имя Леонида Брежнева, в котором указывалось, что претензии, предъявленные к ленте, «являются тенденциозными и необоснованными». Судя по дневниковым записям Валерия Золотухина, сыгравшего в фильме роль Жени Ксидиаса, автором письма являлся именно он; по свидетельству Геннадия Полоки, «письмо руководству» написал Высоцкий. Несмотря на все хлопоты, при жизни Владимира Семёновича «Интервенция» так и не вышла в прокат. Через восемь лет после окончания съёмок Геннадий Полока сумел восстановить копию ленты и показал её исполнителю роли Бродского: «Мы смотрели вдвоём в пустом зале. Он сидел непривычно тихо и продолжал сидеть, когда зажёгся свет». На экраны фильм вышел уже после смерти Высоцкого — в 1987 году.

### «Служили два товарища»

На пробах к фильму «Служили два товарища»

Высоцкий шутил, что его съёмки в Одессе можно отнести к двум периодам — «бородатому» и «усатому». В 1966 году во время работы над фильмами «Вертикаль» и «Короткие встречи» он представал перед зрителями в виде двух бородатых персонажей со схожими характерами, а в следующем году революционер-подпольщик Бродский из «Интервенции» и белогвардейский поручик Брусенцов из «Служили два товарища» походили друг на друга наличием усов. Но на внешности их сходство не заканчивалось — оба были смелые, склонные к риску люди примерно одного возраста, действовавшие в 1919 году в Одессе «по разные стороны баррикад». В своём письме Людмиле Абрамовой Высоцкий рассказывал о трудностях с получением этой роли — начальник актёрского отдела «Мосфильма» Адольф Гуревич выступал резко против утверждения актёра на участие в картине режиссёра Евгения Карелова. Решить вопрос положительно удалось только с помощью Михаила Ильича Ромма (в то время — руководителя творческого объединения «Товарищ», где снимался фильм): «тот во всеуслышанье заявил, что Высоцкий, де, его убеждает, после чего Гуревич мог пойти уже только в жопу, куда он и отправился незамедлительно». В связи с тем, что не один Высоцкий страдал от действий этого начальника, в среде актёров ходила шутка: «Хорошего человека Адольфом не назовут!».
Действие фильма охватывает короткий промежуток времени, когда армия Врангеля оставляла Крым. Автор сценария Валерий Фрид и режиссёр фильма видели в образе Александра Брусенцова не обычного, стереотипного белого офицера, которого могли бы сыграть Олег Стриженов, Василий Лановой, Олег Янковский, а яростного, нестандартного, сильного и жёсткого человека. Через его роль должна была быть показана трагедия белогвардейского движения. На выбор Кареловым в качестве исполнителя именно Высоцкого могли повлиять его образ капитана-танкиста Владимира из фильма «Я родом из детства», роли Галилея и Хлопуши в спектаклях Театра на Таганке. По мнению Аллы Демидовой, прообразом Брусенцова мог быть и драгунский капитан, сыгранный Высоцким в спектакле «Герой нашего времени». Ирина Рубанова обнаружила эскиз роли в эпизодическом белогвардейце из «Десяти дней, которые потрясли мир», входивших в репертуар «Таганки». Актёр, на фотопробах напоминавший Лермонтова, продемонстрировал ту необходимую силу и ярость, характер, темперамент, которые кинодраматурги и искали в исполнителе этой роли.
Положительными героями фильма были два красноармейца — Карякин (Ролан Быков) и Некрасов (Олег Янковский). Сюжетные линии «белых» и «красных» существовали в картине параллельно. Высоцкий заставил зрителей сочувствовать своему отрицательному герою, создал образ жестокого, умного, прямолинейного, бесстрашного офицера с неутерянными принципами, решительного и напористого. По мнению кинокритика Анны Блиновой, в жизни Высоцкий обладал всеми теми же качествами, что позволило ему органично соответствовать роли и превратить её в большую актёрскую удачу. Часть эпизодов с Брусенцовым была вырезана из фильма. По свидетельствам участников съёмок, причиной оказалась именно яркость, удачность исполнения роли Высоцким. Он переигрывал «двух товарищей» и придавал белогвардейскому офицеру качества, которыми тот, согласно официальным представлениям о Гражданской войне, не должен был обладать; его роль выходила на первый план.
Съёмки фильма проходили в августе — сентябре 1967 года в Одессе и Измаиле. Финальные досъёмки планировалось провести в октябре, но в намеченные сроки работу закончить не удалось, и график сдачи фильма был сорван. Причиной стали «нарушения режима», в которых оказались замечены не только актёры, например, Высоцкий и Янковский, но и два художника и даже режиссёр фильма. Высоцкий, выпив, падал с лошади, Янковский попадал в вытрезвитель, режиссёр фильма — на три дня в реанимацию. Из-за этих запоев экспедицию пришлось свернуть и заканчивать работу лишь в марте следующего года. Премьера картины состоялась 21 октября 1968 года. Судьба фильма в прокате была достаточно удачна — количество зрителей составило 22,5 миллиона человек. Критика встретила фильм довольно доброжелательно, упрёки, если они появлялись, относились к работе режиссёра, а не актёров. Автор сценария Валерий Фрид оценил игру Высоцкого в фильме как превосходную. По его словам, актёр «кажется, сам остался доволен этой работой». Высоцкий же говорил:

Я думал, что это будет лучшей ролью, которую мне удастся вообще сыграть когда-нибудь в кино. И так оно, возможно, и было бы, если бы до вас дошло то, что было снято. Но этого не случилось.— Владимир Высоцкий

### «Хозяин тайги»

Выезжий Лог, река Мана, памятный знак В. Высоцкому на месте съёмок кинофильма «Хозяин тайги»

В начале лета 1968 года режиссёр Владимир Назаров пригласил Высоцкого и Валерия Золотухина на роли в фильме «Хозяин тайги». Золотухину выпало играть «положительного милиционера» — старшину Серёжкина, а Высоцкому досталась роль бригадира сплавщиков Ивана Рябого — вора с «чёрным характером». В этот период против Высоцкого в советской прессе была развязана широкая газетная кампания, инициаторы которой осуждали — в том числе — его «сиплые причитания диких блатных песенок и смакование воровского жаргона» и обвиняли Владимира Семёновича в «атаках нашей идеологии и подрыве изнутри социалистического строя». На фоне этих событий утверждение на роль проходило не без трудностей. В райкоме партии режиссёру говорили: «Высоцкий — это морально опустившийся человек, разложившийся до самого дна… Не рекомендуем его брать». С трудом было подписано разрешение на съёмки и директором Театра на Таганке.
Съёмки фильма проходили в окрестностях села Выезжий Лог Красноярского края. Золотухин с Высоцким несколько раз меняли место жительства и некоторое время обитали в пустом, заброшенном сибирском доме, который оставил, уехав в город, сын одной из деревенских жительниц — Анны Филипповны. «Мосфильм» выделил актёрам для проживания только две раскладушки и некоторые бытовые принадлежности. Фотограф из съёмочной группы подарил им лампу в «пятьсот свечей». Работа над картиной шла тяжело (в том числе из-за весьма примитивного сценария), Высоцкий постоянно конфликтовал с режиссёром и оператором фильма, пытаясь внести изменения в драматургию произведения и повлиять на съёмочный процесс. В письме, адресованном Вениамину Смехову, он сообщал: «Снимают медленно и неохотно. Меня просто совсем медленно. Золотухина несколько скорее, но все равно. Настроение у нас портится, и на душе скребут кошки во время каждой съемки. <…> Эта наша поездка называется „пропало лето“. Ещё пропал отдых, настроение и мечты».
Высоцкому и Золотухину в фильме была предоставлена возможность исполнять песни. Золотухин пел «Ой, мороз, мороз», а Высоцкий переделал одно из ранее написанных своих произведений про старателей — «Где-то там на озере…» («Песня Рябого»), а также предложил две новые песни — «Дом хрустальный» («Если я богат, как царь морской…») и «Сколько чудес за туманами кроется…»; второе из произведений в картину не вошло. Его герой Иван Рябой пополнил галерею созданных Высоцким образов бродяг, но, в отличие от Максима из «Коротких встреч» и Володи из «Вертикали», этот персонаж «пришёл» в фильм не из туристического цикла поэта, а из его раннего, «блатного» песенно-поэтического творчества. В начале ленты Рябой выглядит как «крепкий производственник», в финале зритель видит человека с «кромешным мраком» души. Высоцкий раскрыл тип человека, в котором уживаются жестокость, отчаяние, желание подавлять и умение подчиняться во имя безрассудной любви.

Хрипатый, кряжистый, «свой в доску», и в то же время грозный, страшный, Иван Рябой знает один закон: весь белый свет — это своеобразная тайга, народец которой делится на две части — подчиняющих и подчиняющихся.— Анна Блинова
Премьера картины состоялась 14 июля 1969 года. Фильм не получил хорошей прессы, но его посмотрели 26,8 миллиона зрителей. На показе в Доме кино Высоцкий и Золотухин были награждены подарками от МВД: Золотухин получил именные часы, Высоцкому вручили почётную грамоту «за активную пропаганду работы милиции». По оценкам киноведа Анны Блиновой, несмотря на то, что в фильме снимались, кроме Высоцкого и Золотухина, такие известные актёры, как Лионелла Пырьева, Михаил Кокшенов, Леонид Кмит, кассовые сборы фильму обеспечил именно Высоцкий. Фотография его героя — Ивана Рябого — появилась во многих газетах и журналах, в том числе и в американском «Тайм» и немецком «Шпигеле». Сам Высоцкий не называл «Хозяина тайги» в числе своих творческих удач и не был доволен результатом.

### «Опасные гастроли»

В роли Жоржа Бенгальского

Роль куплетиста Жоржа Бенгальского (революционера Николая Коваленко), сыгранная Высоцким в фильме Георгия Юнгвальд-Хилькевича «Опасные гастроли», стала своеобразным продолжением образа подпольщика Бродского из «Интервенции», да и сами картины, по утверждению высоцковеда Елены Кузнецовой, оказались «чрезвычайно похожи». Несмотря на тематическую близость двух лент, отношение чиновников к «Опасным гастролям» с самого начала было более благожелательным, чем к работе Геннадия Полоки. Режиссёр ещё в подготовительный период объявил, что видит в роли Жоржа Бенгальского только Высоцкого, актёрская органика которого учитывалась при написании сценария (по словам главного редактора Одесской киностудии С. Стреженюка, Юнгвальд-Хилькевич «начал охотиться» за Владимиром Семёновичем со времени съёмок «Коротких встреч»). Пробы, на которые были приглашены Вячеслав Шалевич, Юрий Каморный, Евгений Жариков, стали формальностью, потому что артисты знали: кандидатура исполнителя главной роли уже фактически определена. На заседании худсовета и сценарной редколлегии, состоявшемся 3 января 1969 года, рассматривались эскизы и пробные записи фильма. В заключении комиссии отмечалось, что среди претендентов на роль Бенгальского «наиболее благоприятное впечатление оставляет актёр В. Высоцкий». Подобная лояльность по отношению к незавершённой картине была продемонстрирована и на «промежуточных стадиях» — так, во время изучения рабочих материалов члены комиссии констатировали, что «особенно удачны Высоцкий, Копелян… Материал достоверен, интересная операторская работа».
Благожелательная атмосфера во время съёмок, как и поддержка Анастаса Микояна, увидевшего в истории главного героя «Опасных гастролей» элементы биографии своего товарища — революционера Максима Литвинова, не спасли картину от весьма резких оценок прессы. Фильм, премьера которого состоялась 5 января 1970 года, критиковали за легковесное отношение к серьёзным событиям и избыток сцен с варьете и канканом; Высоцкого упрекали в том, что он «наполненно произносит банальности, не без успеха имитируя значительность происходящего». Киновед Ирина Рубанова в статье, опубликованной в 1975 году, назвала роль Бенгальского одной из творческих неудач Высоцкого, поскольку не увидела в его работе «никаких душевных или артистических затрат». Сам актёр, рассказывая во время выступлений о съёмках в фильме Юнгвальд-Хилькевича, говорил: «Несмотря на критику, я тепло отношусь к этой картине».
Спустя десятилетия после выхода «Опасных гастролей» оценки рецензентов остались неоднозначными. К примеру, Елена Кузнецова утверждала, что фильм Юнгвальд-Хилькевича проигрывал по сравнению с картиной Геннадия Полоки, потому что новая художественная форма, появившаяся в «Интервенции», не годилась для замысла «Опасных гастролей», превратившихся в итоге в «традиционный вариант мюзикла». Киновед Анна Блинова, напротив, писала, что не стоит смотреть на Бенгальского только как на куплетиста-чечёточника:

Основная краска, которой пользуется Высоцкий, создавая образ Бенгальского-Коваленко, — это износ организма человеческого. Он играет вконец усталого человека, замученного слишком активной, своей двоякой деятельностью на границе слома сил духовных и физических. <...> Увы, такое показать Высоцкому было не очень сложно: он и в реальной своей жизни часто бывал на сломе собственных сил, играя и работая на износ. 
Не исключено, что «репутация» фильма «Опасные гастроли» (выход которого совпал с подготовкой к столетнему юбилею Ленина) стала одной из причин, по которой Высоцкого, имевшего к концу 1960-х годов в творческом багаже ряд главных киноролей, не приняли в марте 1970 года в Союз кинематографистов СССР. Повторное рассмотрение вопроса состоялось на заседании правления СК СССР уже после юбилейных мероприятий, в июле того же года, и вновь завершилось отказом: «Вопрос о приёме в члены Союза актёра Театра на Таганке В. С. Высоцкого отложить на один год в связи с имевшими место фактами его недисциплинированности». Членский билет Союза кинематографистов артист получил лишь в 1972 году.

### Другие роли

В к/ф «Саша-Сашенька»

Во второй половине 1960-х годов Высоцкий сыграл несколько эпизодических ролей, которые прошли мимо внимания прессы. Об одной из картин — комедии «Саша-Сашенька» (1966) — актёр отзывался как об «очень плохом фильме», создателям которого он «по недоразумению» передал свои песни. Изначально участия Владимира Семёновича в этой ленте не планировалось, и режиссёр Виталий Четвериков, с симпатией относившийся к творчеству Высоцкого, специально для него добавил в сценарий небольшую роль артиста оперетты. Работа над «Сашей-Сашенькой» складывалась тяжело, сопровождалась пересъёмками и заменами исполнителей (в определённый момент вместо Валерия Золотухина, игравшего главную мужскую роль, на площадку был приглашён Лев Прыгунов), изъятием эпизодов и переозвучиванием. В итоговой версии герой Высоцкого, немотивированно и вне связи с сюжетом появившийся в буфете, спел чужим голосом песню «Парадное давно не открывалось, / Мальчишки окна выбили уже…». В титрах фамилия Высоцкого указана не была.
В 1967 году Высоцкий снялся в фильме Виктора Турова «Война под крышами» — актёру досталась небольшая роль полицая на свадьбе, исполнявшего песню. На заседании худсовета «Беларусьфильма» эпизод с рабочим названием «Свадьба» был признан «хорошим, достоверным», но не вписывающимся в общую канву картины: «Хороша свадьба, но для чего она в фильме? Смысловая нагрузка есть, но нет сюжетной». В результате сцена с участием Высоцкого была сокращена до минимума, и актёр появился на экране в массовке только на тридцать секунд.
Ещё одну маленькую роль Высоцкий сыграл в фильме Станислава Говорухина «Белый взрыв», премьера которого состоялась в августе 1970 года. Годом ранее режиссёр вместе с оператором Василием Киржибековым и альпинистом Леонидом Елисеевым попали в вертолётную аварию. Из-за травм, полученных участниками киногруппы, место съёмок было перенесено из Кабардино-Балкарии в Крым. Высоцкий, путешествовавший в ту пору с Мариной Влади на теплоходе «Грузия», навестил Говорухина в Алуште и согласился сыграть в «Белом взрыве» эпизодическую роль капитана. Впоследствии режиссёр вспоминал, что Владимир Семёнович прислал ему также звуковое письмо с двумя «горными» песнями. Одна из них («Ты идёшь по кромке ледника…») была посвящена памяти Михаила Хергиани. Ни одна из песен в картину не вошла.

## В 1970-х годах

### «Четвёртый»

На пробе к фильму «Четвёртый»

Пьеса Константина Симонова «Четвёртый» ставилась в начале 1960-х годов в Ленинградском БДТ и московском театре «Современник». Снять фильм по ней изъявил желание друг писателя, режиссёр Александр Столпер, для которого это была уже пятая работа по произведениям Симонова. Действие происходит в Америке в 1962 году; в сюжет включена ретроспективная отсылка к прошлому главного героя, ко времени, когда он был военнопленным в немецком концлагере, одним из четверых узников, организовавших побег всех заключённых. На роль «четвёртого» пригласили Владимира Высоцкого. Ни до этой ленты, ни после неё он не был занят в работах подобного рода — картина фактически являлась фильмом-спектаклем. Создатели фильма пригласили к участию в работе Армена Джигарханяна, Маргариту Терехову, Юрия Соломина, Льва Дурова, Татьяну Васильеву. Психологическое состояние героя, его диалог со своей совестью выражал в танце Марис Лиепа.
31 июля 1972 года Высоцкий прибыл на съёмки в Ригу. По воспоминаниям художника по костюмам Ганны Ганевской, в начале работы он «был не в форме» — запил и не мог остановиться. Съёмочная группа вызвала из Парижа Марину Влади, которая могла оказать на него влияние. Её прибытие решило проблему — более во время съёмок «Четвёртого» Высоцкий не пил. О своей роли он рассказывал:

Роль эта очень любопытная, интересная. Называлась она «Он», у него имени нет, у этого человека. Там ставится проблема совести, о том, что человек когда-то, в какой-то момент своей жизни, всё-таки должен решить, кем ему... Оставаться ли человеком, или скатываться дальше, по той дороге, которую он себе сам нарочно выбрал.
Впоследствии оценки работы Высоцкого от актёров, принимавших участие в съёмках, оказались диаметрально противоположными. Армен Джигарханян в интервью 1992 года упоминал, что это «неудачная роль, он там как бы не играет, а просто ходит, произносит, присутствует». Лев Круглый, создавший образ Тедди Франка, утверждал, что игра Высоцкого не идёт ни в какое сравнение с его даром барда. Татьяна Васильева, напротив, отмечала, что хотя роль, доставшаяся Высоцкому, была мрачной, лучше него её никто бы не сыграл. Маргарита Терехова называла его актёрскую работу гениальной.
Премьера «Четвёртого» состоялась 7 мая 1973 года. Фильм не стал большим событием в кинематографе и, несмотря на мощный актёрский ансамбль, в прокате провалился. Рецензии критиков были сдержанны. Работа Высоцкого в этой роли, его трактовка образа критиковались за монотонность и одноплановость. Критики в основном возлагали вину на режиссёра, считая, что игра Высоцкого, в которой просматривались только мотивы «вины» и «падения», не позволили актёру передать всю сложность драматургии и переживаний его персонажа и привели к созданию тусклого и прямолинейного образа. Константин Симонов признавал, что упрёки в адрес героя «Четвёртого» могут быть отчасти отнесены и к нему как к автору пьесы. По мнению публициста Николая Андреева, сюжет «в основе своей лживый, конфликт явно надуманный, чуть ли не в каждой реплике пропагандистский контекст», но игра актёров убедительна настолько, что «начинаешь верить фильму».

### «Плохой хороший человек»

В роли фон Корена

Формируя актёрскую группу для участия в фильме «Плохой хороший человек», Иосиф Хейфиц рассчитывал, что в роли зоолога фон Корена будет сниматься рослый артист крепкого телосложения — именно так выглядел герой чеховской повести «Дуэль», сюжет которой стал основой картины. До начала работы режиссёр не видел Высоцкого ни на экране, ни на сцене, но, слушая его песни, был уверен, что обладателем столь мощного голоса является рослый гигант, «этакий супермен». Поэтому когда Владимир Семёнович прибыл в Ленинград на кинопробы, Хейфиц удивился, обнаружив, что внешне актёр даже отдалённо не напоминал богатыря. Однако во время первой же беседы с Высоцким постановщик фильма решил, что именно этот артист будет гармонично смотреться в паре с Лаевским, роль которого была предложена Олегу Далю. По сюжету персонажи являлись антиподами, хотя Даль и Высоцкий — по игровому нерву — выглядели близкими людьми: «оба гамлетичны, байроничны».
Высоцкий не скрывал от режиссёра, что с его утверждением на роль могут возникнуть проблемы. По словам Хейфица, актёру даже пришлось обратиться к космонавтам, которые во время выступлений Владимира Семёновича в Звёздном городке обещали ему поддержку. Вероятно, их заступничество оказалось действенным; как утверждал Георгий Гречко, «воевать против Высоцкого — это значит воевать против собственного народа». Для подстраховки Хейфиц решил представить худсовету не записи отдельных проб, а своеобразный ролик — небольшой фильм, в котором был показан весь актёрский ансамбль будущей картины. В результате комиссия утвердила и Высоцкого, и Даля, кандидатура которого изначально также вызывала сомнения из-за нарушений режима.
Павильонные съёмки проводились на «Ленфильме», значительная часть натурных — в Крыму. По словам второго режиссёра фильма Евгения Татарского, Высоцкого поначалу удивляло то дотошное внимание, которое Хейфиц проявлял к мельчайшим деталям костюма фон Корена, включая «полуоторванную пуговку» («Он холостяк и, наверное, за ним некому ухаживать»). В сцене обеда, проходившего в доме доктора Самойленко, не было никакой бутафории — все блюда в горячем виде доставлялись из ресторана гостиницы «Европейская», повара которого знали, что «это для Папанова, Высоцкого, Даля». Свежую зелень для съёмок присылали самолётами с Кавказа. За обедом Лаевский и фон Корен проявляли себя как антиподы: герой Даля нервно хватал куски, вскакивал, легко возбуждался; скупой на проявление чувств персонаж Высоцкого демонстрировал доскональное знание этикета и «манеры иностранного дипломата». Точно так же герои вели себя и в других эпизодах — склонный к перемене настроения, выпивающий, эмоциональный, мечущийся Лаевский выглядел человеком «и „плохим“, и „хорошим“ одновременно»; его «разоблачитель» — немногословный фон Корен — как правило, смотрел на своего оппонента с холодным полупрезрением.

Я играю фон Корена. Он увлечён маниакальной идеей спасения цивилизации путём «улучшения человеческой породы», уничтожения слабых. Эренбург в книге о Чехове писал, что когда Гитлер ещё пешком под стол ходил, фон Корен уже высказывал его идеи. Мы не хотели изображать фон Корена как предтечу фашизма, но пытались показать его моральное поражение. Дуэль с Лаевским оказалась для фон Корена победой его последовательной жизненной философии и в то же время его нравственным поражением. — Высоцкий — о своём герое
Фильм «Плохой хороший человек» вышел на экраны в 1973 году и вызвал большое количество откликов, касающихся — в том числе — работы Высоцкого. Рецензенты отмечали точность интонаций и умение актёра существовать на экране «в пределах чеховского стиля и чеховского драматизма». В 1974 году картина получила приз «Серебряная пластина» на Международном кинофестивале в Чикаго. В том же году на Фестивале Наций в Таормине приз «За лучшую мужскую роль» был присуждён создателю образа фон Корена — Владимиру Высоцкому. Это была единственная прижизненная кинонаграда в его творческой биографии .

### «Единственная дорога»

В роли Солодова. Рабочий момент съёмок

Первым иностранным фильмом в кинобиографии Владимира Высоцкого стала советско-югославская картина «Единственная дорога» (в Югославии она называлась «серб. Оковани шофери») сербского режиссёра Владимира Павловича. По версии артиста Геннадия Юхтина (исполнявшего роль Цоллерна), режиссёр стремился «конъюнктурно» использовать популярность «Таганки» вообще и Высоцкого в частности. Для того, чтобы разрешение на съёмку Высоцкого было получено без проблем, Павлович пригласил к участию в ленте Николая Дупака (директора театра) на эпизодическую роль немецкого генерала. Роль без слов мало могла заинтересовать Высоцкого, но в фильме планировались его песни, и он получал возможность «бесплатно» пересечь границу и встретиться там с Мариной Влади; по этим причинам актёр согласился на предложение.
Часть картины снималась в 1974 году в Закарпатье, под Ужгородом, в старых заброшенных карьерах. Высоцкий играл русского военнопленного капитана Солодова, в довоенном прошлом — студента и поэта. Попав в фашистский плен, он выбирает героическую гибель: прикованный к рулю машины цепями, он врезается во вражеский бензовоз. В фильме присутствуют три сцены с участием героя Высоцкого — их съёмки не заняли у актёра много времени. Для фильма он подготовил три произведения: «В дорогу — живо! Или — в гроб ложись!…» («Песня Солодова»), «Расстрел горного эха» и «Если где-то в чужой незнакомой ночи…». Песни были записаны с оркестром на «Филмски студио Титоград». Перед смертью герой Высоцкого поёт строки: «Мы не умрем мучительною жизнью — / мы лучше верной смертью оживем» из «Песни Солодова». Владимир Новиков указывает, что происхождением эти строки обязаны роли Высоцкого в спектакле «Павшие и живые» и стихотворению фронтового поэта Бориса Слуцкого, которое не раз было прочитано актёром со сцены «Таганки»: «За наши судьбы личные, / За нашу славу общую…». В июле и августе съёмки картины продолжались в Черногории.
У фильма было две премьеры — югославская 10 января 1975 года в Белграде и московская 3 мая 1976 года. В прокатной версии прозвучала только «Песня Солодова»; два других произведения в картину по неизвестным причинам не вошли. Несмотря на представительный актёрский ансамбль — в «Единственной дороге» также снимались Лев Дуров, Владислав Дворжецкий, Ирина Мирошниченко, Игорь Васильев, Виктор Павлов, Глеб Стриженов, Игорь Класс, Геннадий Юхтин, Владимир Кашпур, Анатолий Кузнецов, — фильм, по мнению Виктора Бакина, получился «малоинтересным». Сам Владимир Высоцкий рассказывал о нём так:

Роль у меня без слов, без единого слова, но зато с песнями... Роль со смертью, чтобы так дней за пять отсняться, умереть, спеть и закончить. Я под это дело съездил в Югославию. Снимали мы, значит, в Черногории, в очень интересных местах. Я написал там стихи о черногорцах, потому что мне лавры Пушкина не давали покоя...

### «Бегство мистера Мак-Кинли»
В 1973 году режиссёр фильма «Бегство мистера Мак-Кинли» Михаил Швейцер пригласил Высоцкого для участия в своей двухсерийной картине прежде всего как поэта — автора баллад. Идея постановщика заключалась в использовании в картине «сквозных» произведений, которые бы иллюстрировали сюжет, комментировали его. Согласно его задумке, авторская мысль должна была в виде песенной прослойки — по-брехтовски отстранённо — сопровождать сюжетную линию, что позволило бы адаптировать сложную киноповесть Леонида Леонова для экрана. Сценарий фильма содержал детально описанные «подстрочники» — проекты текстов в прозе к каждой балладе. Высоцкий заинтересовался предложением и дал своё согласие на работу, а уже через девять дней представил на суд Швейцера и его супруги и соратницы Софии Милькиной семь произведений. Швейцер, задумывавший баллады в «американской манере» (и даже собиравшийся пригласить в авторы Дина Рида), был «ошеломлён» результатом. Сочинённые Высоцким зонги не являлись американскими песнями в чистом виде, но задание оказалось реализовано с яркой фантазией, гражданственно, политически остро, уважительно к каждому тезису режиссёрского плана. Фактически получился своеобразный «фильм в фильме». «Баллада о Кокильоне» и «Прерванный полёт» («Кто-то высмотрел плод…») в сценарии изначально не планировались — Высоцкий предложил их сам. При этом он был недоволен своей музыкой к поэтическим текстам и предполагал, что её переработают композиторы фильма.
Для исполнения баллад в картину был введён персонаж — уличный певец Билл Сиггер, которого и предстояло играть Высоцкому. Третьего декабря 1973 года «Мосфильм» заключил с Высоцким договор на написание восьми песен для картины. В процессе работы он создал ещё два произведения — «Марш футбольной команды „Медведи“» и «Балладу о манекенах». Затем началось постепенное исключение его песен из фильма. Не запланированные в сценарии баллады не были приняты; «Балладу про оружие» удалили вместе с эпизодом, для которого она планировалась, ещё на этапе согласования сценария; «Марш футбольной команды…» не пропустила цензура; «Баллада о маленьком человеке» была заменена на речитатив Билла Сиггера. К началу непосредственной работы над фильмом в сценарии осталось четыре баллады из девяти. На художественном совете против роли Билла Сиггера неожиданно резко выступил автор киноповести Леонид Леонов: «Мне совершенно не требуется для того, чтобы выразиться, ничьи чужие слова и никакой дополнительный человек. Мне это не нужно! Почему в моей брачной постели лежит посторонний человек?». Швейцер написал письмо на имя председателя Государственного комитета по кинематографии Филиппа Ермаша, предупредив, что откажется снимать картину без уличного певца и исполняемых им баллад. Поскольку от Леонова не поступило заявления с категорическим отказом от режиссёрского варианта сценария, работа над фильмом была всё-таки продолжена. Двадцатого декабря 1973 года Высоцкий прошёл пробы и был утверждён на роль.
Музыкальным оформлением к фильму занимался Исаак Шварц. Он написал музыку к двум балладам — «Маршу футбольной команды „Медведи“» и «Балладе об уходе в рай» («Вот твой билет, вот твой вагон…»). Музыка была удачной, песни понравились Высоцкому. На написание остального музыкального сопровождения, по совету Шварца, «чтобы сохранить Высоцкого», был приглашён ленинградский композитор Анатолий Кальварский. Он сделал близкие к музыке Высоцкого аранжировки для записи с оркестром, существенной музыкальной переработки потребовала лишь «Баллада о манекенах». Запись производилась под музыкальное сопровождение оркестра Георгия Гараняна. София Милькина неоднозначно отнеслась к результатам: «Меня очень удручила сама запись песен с оркестром. В сравнении с тем, самым первым исполнением возникало ощущение, что птице подвесили на крылья тяжёлые гири, и она летит, но всё время снижаясь и почти падая…».
Семнадцатого июля 1974 года Высоцкий выехал на натурные съёмки в Венгрию. По свидетельству Донатаса Баниониса, исполнявшего в картине роль мистера Мак-Кинли, Высоцкий в Будапеште вёл себя замкнуто, практически ни с кем не общался; создавалось впечатление, что он находился в сильной депрессии. В один из съёмочных дней в венгерской столице была снята сцена, где Высоцкий исполняет на площади «Кто-то высмотрел плод…». Эти кадры в фильм не вошли, запись не сохранилась. Как вспоминали члены киногруппы, одной из самых удачных сцен оказалась «Мистерия хиппи» — она представляла собой «сжатую оперу» и должна была выступать в качестве концовки первой серии. Работа над эпизодом заняла две съёмочных ночи. Главный оператор фильма Дильшат Фатхуллин называл результат съёмок этой сцены «очень мощным». Совершенно другого мнения об этом и некоторых других фрагментах придерживался Филипп Ермаш, сказавший после просмотра: «А! Хиппи уже не модны, это всё давно ушло. Это всё вырезать». В конечной версии фильма, подготовленной для проката, остались полторы баллады; роль Билла Сиггера из ключевой превратилась в эпизодическую.
Премьера картины состоялась 15 декабря 1975 года. Высоцкий, увидев, что в итоге осталось от его работы в фильме, по словам Софии Милькиной, «ушёл с премьеры больной». Лента получила хорошую прессу, те баллады, что прозвучали в картине, были отмечены и зрителями, и критикой. Создатели фильма и ряд участвующих в нём актёров стали лауреатами Государственной премии за 1977 год. Высоцкий наградами отмечен не был. Единственная копия режиссёрской полной версии оказалась уничтожена из-за недосмотра монтажницы.

«…Фильм „Бегство мистера Мак-Кинли“ не сходил с экрана кинотеатра „Россия“ почти два месяца. Похоже, что даже создатели картины не рассчитывали на такой успех. Не попыткой ли поднять шансы фильма на популярность можно объяснить появление на экране Владимира Высоцкого с гитарой? Его песни-баллады сами по себе хороши. К тому же по смыслу они связаны с леоновской проблематикой. Так в песне о манекенах ясно звучит осуждение социального инфантилизма, а именно в этом один из важнейших мотивов фильма».— Л. Финк («Искусство кино», № 5, 1976)

### «Единственная…»

В роли Бориса Ильича

Через два года после завершения работы над фильмом «Плохой хороший человек» Иосиф Хейфиц привлёк Высоцкого к съёмкам в своей новой картине. В ленфильмовской ленте «Единственная…», снимавшейся по повести Павла Нилина «Дурь», актёру досталась небольшая роль Бориса Ильича — руководителя самодеятельного хора, человека неустроенного и одинокого. На заседании худсовета, объясняя членам комиссии характер этого персонажа, Хейфиц говорил, что образ, созданный Высоцким, был прописан в сценарии весьма скупо, однако актёр сумел на основе «скудного материала» создать новый для советского кинематографа тип амбициозного неудачника из провинции.
В истории Бориса Ильича есть тайны, оставшиеся за кадром; зритель так и не узнал, какие жизненные обстоятельства повлияли на судьбу одарённого музыканта. Частично фрагменты его биографии были «расшифрованы» в сцене вечеринки, когда один из школьных приятелей героя упомянул, что в их классе самые большие надежды подавали Борис Ильич и некий Сашка Шеремет. Спустя годы Шеремет стал успешно концертировать, разъезжать с гастрольными турами по всему миру, тогда как Борису Ильичу была уготована участь хормейстера в провинциальном секстете — «и боле ничего». В число участниц возглавляемого им коллектива входила официантка местного кафе Танюша Фешева (Елена Проклова), за которой в городе тянулся шлейф неоднозначных слухов. После одной из репетиций героиня пригласила промокшего под дождём руководителя к себе домой. В руках у Бориса Ильича оказалась гитара, и пока он исполнял песню «Погоня» («Во хмелю слегка / Лесом правил я»), Танюшин восторг перед мощью и темпераментом «маэстро» смешался с жалостью. Молодая женщина увидела и намокшую летнюю обувь на ногах музыканта, и старую сетку-авоську, в которой лежали продукты для его холостяцкого ужина — бутылка кефира и пачка чая.
По воспоминаниям главного художника фильма Владимира Светозарова, Высоцкий очень внимательно относился к снимаемому эпизоду — для него были важны как элементы интерьера Танюшиного дома, так и детали костюма Бориса Ильича. Актёр и сам вносил предложения, касающиеся внешнего облика своего героя.

В этом фильме я играю странную для себя роль, первый раз я такое играю. Этакого соблазнителя... Но не в полном смысле слова Дон Жуана, он такой «обшарпанный соблазнитель». У него все вещи вроде бы хорошие, но только они были хорошими лет десять тому назад. А так у него все пуговицы оторваны, пиджак замшевый обшарпанный. Мне этот пиджак сшили в Доме моделей, а потом мы его долго, дружно, дня три тёрли песком и грязью.— Владимир Высоцкий

Элемент одежды «обшарпанного соблазнителя» Бориса Ильича

Песня «Погоня», исполненная Борисом Ильичом, оказалась не единственным произведением, переданным Высоцким на «Ленфильм» для этой ленты. Как пояснял впоследствии директор картины «Единственная…» Юрий Губанов, Владимир Семёнович не был членом Союза писателей СССР, а потому официально заплатить ему за «Погоню» по весьма высоким расценкам, существовавшим для профессиональных литераторов, администрация студии не могла. Чтобы обойти эту формальность, Высоцкому предложили подписать договор на передачу двух песенных текстов — это позволило увеличить гонорар. Вторым произведением стала не использовавшаяся в фильме песня «Один музыкант объяснил мне пространно…», сочинённая Владимиром Семёновичем ещё в 1960-х годах. Три эпизода с участием Высоцкого снимались летом 1975 года в павильонах «Ленфильма». Актёр, плотно задействованный в театральном репертуаре, не имел возможности часто прилетать в Ленинград. Точно так же была загружена работой весьма востребованная в ту пору Елена Проклова. Поняв, что совместить героев в одном кадре будет сложно, Хейфиц начал снимать актёров поодиночке. Значительную часть съёмочного времени Высоцкий провёл на площадке без партнёрши; в ряде сцен «общение» их персонажей осуществлялось за счёт монтажной склейки.
Премьера «Единственной…» состоялась 1 марта 1976 года. В течение года фильм посмотрели более 33 миллионов зрителей — картина стала одним из лидеров проката. Пресса достаточно живо отреагировала на роль Бориса Ильича — о персонаже Высоцкого писали то как о «клубном обольстителе», то как о «неукротимом, поверженном демоне». По словам Иосифа Хейфица, позже, задумав экранизировать произведения Исаака Бабеля, он планировал продолжить сотрудничество с Высоцким и пригласить его на роль главаря банды налётчиков Бени Крика; этот замысел остался неосуществлённым.

### «Сказ про то, как царь Пётр арапа женил»
С режиссёром Александром Миттой Высоцкий был знаком с конца 1950-х годов. Их связывало не «шапочное» знакомство, а более долгие серьёзные, даже дружеские отношения: они встречались дома у Марлена Хуциева, где часто собирались Тарковский, Шукшин, Геннадий Шпаликов, Высоцкий часто бывал у Митты на квартире вместе со Вениамином Смеховым, Олегом Табаковым, Олегом Ефремовым, Галиной Волчек, Всеволодом Абдуловым. Марина Влади подружилась с супругой Митты Лилией и часто оставляла у неё своих детей во время приездов в Москву. Когда у режиссёра в конце 1960-х годов возникла идея поработать над экранизацией пушкинской прозы, он пришёл к сценаристам Юлию Дунскому и Валерию Фриду уже с мыслью снимать в главной роли Высоцкого. Владимир Семёнович охотно согласился сыграть Ибрагима Ганнибала и активно включился в процесс создания фильма. На роль в «Арапе Петра Великого» претендовал американский певец Гарри Белафонте, очень удачные пробы были у Александра Кайдановского. Кинематографическое руководство настойчиво предлагало режиссёру поездку в Париж, в успешно выступающий там театр эфиопов, для отбора актёра. Но Митта проводил многочисленные пробы формально — режиссёр, видя в образе Ганнибала только Высоцкого, хотел показать, «как по-разному любят Россию Поэт и Царь». По договорённости с Миттой Высоцкий написал две песни для фильма — «Купола» («Как засмотрится мне нынче, как задышится?!») и «Разбойничью» («Как во смутной волости…»).

В роли Ибрагима Ганнибала

Съёмки проходили во второй половине 1975 года — вначале в Юрмале, затем в Москве. В картине участвовали такие актёры, как Алексей Петренко, Валерий Золотухин, Олег Табаков, Михаил Кокшенов, Иван Рыжов, Людмила Чурсина, Михаил Глузский, Семён Морозов. В фильме Высоцкий демонстрировал не свойственные ему прежде умения исполнения бальных танцев и фехтования — для этого актёру пришлось заниматься с хореографом и тренером-саблистом. По мнению киноведа Анны Блиновой, Владимир Высоцкий нашёл для своего героя много красок: «это предельная искренность, бескомпромиссность, благородство, непонимание природы дурных нечеловеческих поступков, жертвенная, чистая, — правда, книжная, — любовь, прямота». На фоне лубочного представления актёр играл настоящую драму и превращался в трагического героя, попавшего в комическую ситуацию. Но по ходу работы, выполняя «режиссёрские задумки», Высоцкий всё более мрачнел и погружался в себя — по мнению Блиновой, он не принимал сцены, содержащие неправду истории и неправду искусства, которыми изобиловал получавшийся материал.
На этапе монтажа фильма актёра ждали ещё большие разочарования. Вначале из ленты были удалены некоторые ключевые сцены, включая кульминацию, из-за опасений, что они не будут приняты худсоветом; трагикомедия стала незамысловатой комедией. Потом по указанию начальства были подвергнуты редактуре все сцены с карликами, изображавшими по сюжету сенат, — в том, что самые маленькие становятся главными, цензура увидела намёки на современность. Таким образом фильм лишился многих необходимых эпизодов. Цензура изменила и название, придумав новое — «Сказ про то, как царь Пётр арапа женил». Но главное разочарование Высоцкого вызвало удаление из фильма его песен — он очень тяжело перенёс это событие. Существует несколько мнений о причинах, по которым это произошло. В своих воспоминания Митта рассказывал, что на необходимость их изъятия указывал директор «Мосфильма» Николай Сизов. Кроме того, недовольство выражал Альфред Шнитке — по утверждению режиссёра, композитор, музыка которого стала основным эмоциональным фоном «Сказа…», поставил перед ним вопрос весьма жёстко: «Выбирай: или я, или Высоцкий». Другую версию излагал сценарист Валерий Фрид, рассказывавший, что при монтаже ленты выяснилось: песни, особенно «Купола», «резко выбиваются из стиля, задают высоту, до которой картина уже не могла дотянуться». Все эти события произвели гнетущее впечатление на Высоцкого; о реакции актёра Митта вспоминал так: «Он не сказал ни слова…».
Премьера фильма состоялась 16 октября 1976 года в Доме кино. Картина получила хороший приём со стороны зрителей — её посмотрели 35,9 миллиона человек. В списке рекордсменов проката тех лет она опередила другие пушкинские экранизации — «Руслана и Людмилу» и «Сказку о царе Салтане». Пресса тоже была достаточно доброжелательной, критики выделяли сцены, где Высоцкий своей актёрской игрой приостанавливал легкомысленное балаганное действие картины и придавал ему «философскую глубину». Некоторые обозреватели проводили параллель между ролью Высоцкого в «Сказе про то, как царь Пётр арапа женил» и лучшими работами актёра на сцене Театра на Таганке. Журнал «Экран» так писал о выходе фильма:

Это весёлое и красочное кинопредставление с динамичным сюжетом, музыкой, танцами рассказывает историю Ибрагима Ганнибала — арапа Петра Великого, ограничиваясь при этом лишь несколькими эпизодами его жизни: дружбой Ганнибала с государем и его любовью к Наташе, дочери боярина Ртищева. И конец у этой истории, разумеется, счастливый.
Через два года после выхода фильма Михаил Шолохов в письме, адресованном генеральному секретарю ЦК КПСС Леониду Брежневу, заявил, что в картине «унижается достоинство русской нации, оплёвываются прогрессивные начинания Петра I, осмеиваются русская история и наш народ». Владимир Высоцкий через три года после премьеры на вопрос, как он относится к сыгранной роли арапа Петра Великого, ответил: «Никак, честно говоря, потому что я уже так отболел тем, что не смог сделать, к сожалению, то, что хотел».

Вы знаете, это у меня особые счёты с «Арапом», потому что я собирался снимать совсем другое кино. Вот. И меня втравили в эту авантюру, сделали какую-то полуоперетту. Всё это было значительно серьёзнее и... и любопытнее.— Владимир Высоцкий

### «Они вдвоём»
В кинобиографии Высоцкого был и единственный полностью иностранный фильм — это картина «Они вдвоём» или «Их двое» («венг. Ök ketten»), снятая на венгерской киностудии «Мафильм» режиссёром Мартой Месарош. В кинопрокате других стран лента имела названия «Женщины», «Две женщины» и «Мари и Юлия». Она не была закуплена для проката и не демонстрировалась в СССР. Фильм интересен тем, что это единственная совместная работа Владимира Высоцкого с Мариной Влади. Весной 1977 года Высоцкий записывал в Париже пластинку, а оттуда заехал на несколько дней в Будапешт, к Марине, которая уже участвовала в съёмках. Марта Мессарош была знакома с Влади ещё с 1969 года, а с Владимиром Семёновичем она познакомилась чуть позже — в начале семидесятых на кинофестивале в Москве. Во время гастролей Театра на Таганке в Будапеште Марта уговорила венгерское телевидение снять документальный фильм о Высоцком — так их отношения переросли в дружбу.
Работа над картиной проходила в Будапеште и Секешфехерваре. Изначально участие Высоцкого не планировалось — на роль уже был утверждён венгерский актёр, но, узнав о приезде мужа Влади, Месарош уговорила соотечественника отказаться от съёмок в пользу Высоцкого. Марина и Владимир Семёнович снялись в небольшом эпизоде — главная героиня Мария (замужняя женщина) идёт в субботу вечером в кинотеатр с коллегой по работе:

Мы выходим из кино, болтаем, и вдруг, ни с того ни с сего ты целуешь меня. Я смеюсь, ты обижаешься, я говорю тебе, что впервые поцеловала не мужа, и что это оказалось не так уж неприятно. Я оставляю тебя стоять с удивлённо-разочарованным выражением лица и ухожу. Стоп-кадр.— Марина Влади
Марта Мессарош в своих воспоминаниях рассказывала о том, что Высоцкий неоднократно признавался ей, что полюбил этот эпизод, — во время съёмок шёл снег, и сцена вышла красивой и романтичной. У Марты имелись планы, связанные с участием супругов в советско-венгерско-французской картине, но проекту не суждено было сбыться.

### «Место встречи изменить нельзя»

#### История фильма
По свидетельству Аркадия Вайнера, Высоцкий был не только исполнителем роли Глеба Жеглова — актёр фактически стоял у истоков картины «Место встречи изменить нельзя». Получив от братьев Вайнеров экземпляр изданной в 1976 году книги «Эра милосердия», Владимир Семёнович вскоре сообщил соавторам, что роман о работе Московского уголовного розыска является почти готовым сценарием многосерийного фильма, в котором он хотел бы «застолбить» роль капитана Жеглова. Во время этого разговора возникали и другие фамилии возможных претендентов на роль начальника отдела борьбы с бандитизмом — среди них были Сергей Шакуров и Николай Губенко. Однако именно Высоцкий, по словам Аркадия Вайнера, «всей кожей чувствовал» послевоенную атмосферу и «психологию тогдашних сыщиков». Кандидатура Губенко рассматривалась и при обсуждении возможных исполнителей роли Владимира Шарапова, но в этом случае в ленте появились бы два персонажа, близких по типажу — «с некоторой приблатнённой хитростью». Как рассказывал впоследствии режиссёр фильма Станислав Говорухин, он слишком поздно вспомнил про Леонида Филатова, который мог бы создать образ интеллигентного муровца, «не уступающего Жеглову по силе, не пасующего перед ним».

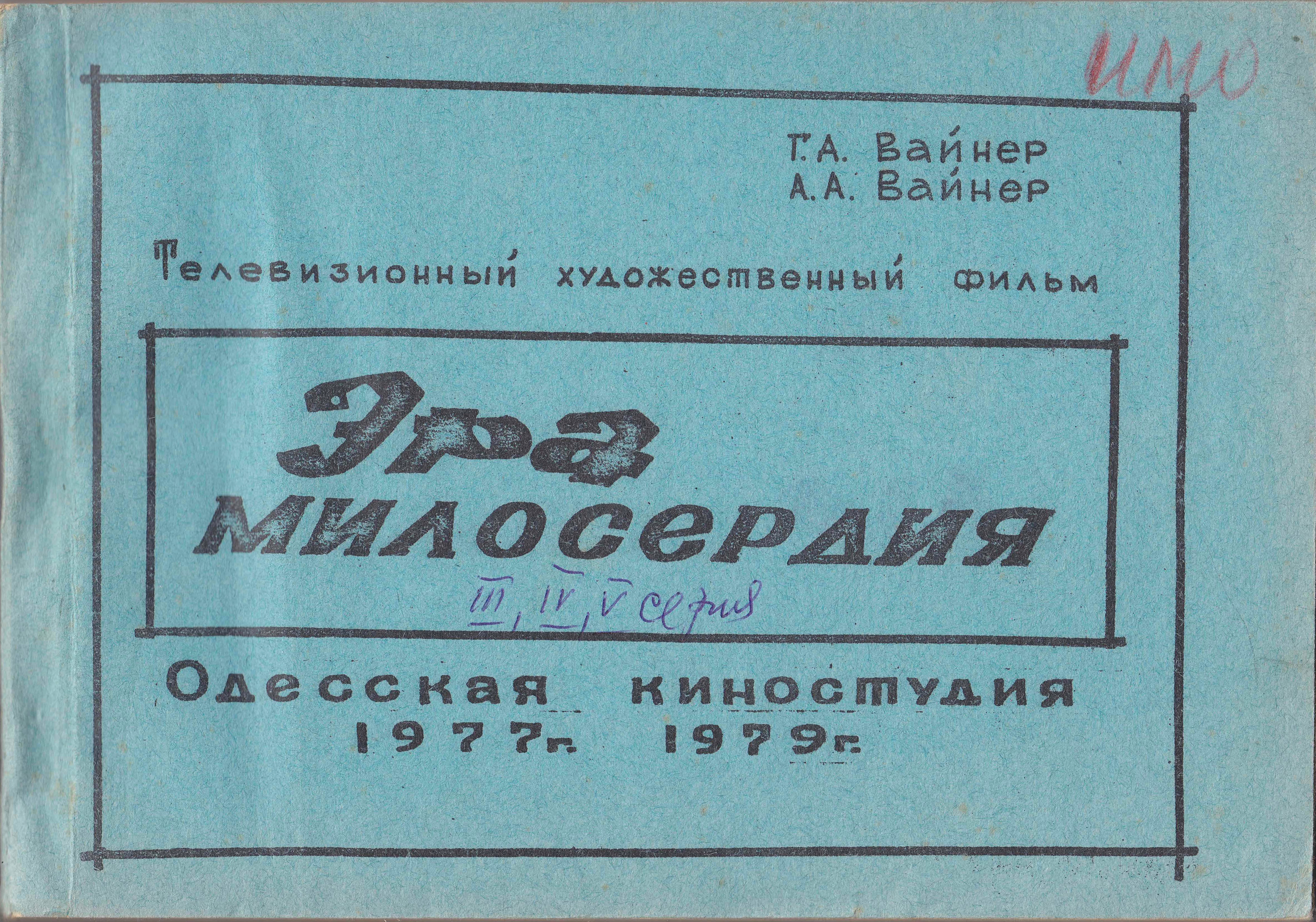
Обложка режиссёрского сценария фильма «Место встречи изменить нельзя»

Сценарий с изначальным названием «Эра милосердия», над которым братья Вайнеры и Станислав Говорухин работали в подмосковном Переделкине, создавался с прицелом на Жеглова-Высоцкого; Владимир Семёнович, периодически появлявшийся в дачном посёлке, также предлагал различные варианты развития того или иного эпизода. Пробы, на которые Говорухин сознательно пригласил «непроходных актёров», стали формальностью — худсовет Одесской киностудии легко утвердил кандидатуру Высоцкого. Одежду для своего героя (галифе, пиджак, рубашку-апаш) актёр сам выбирал на костюмерном складе. Картина была запущена в производство в мае 1978 года. Съёмочный день Владимира Семёновича, не имевшего ни званий, ни государственных наград, оплачивался на первых порах по невысокой шкале — тринадцать рублей в день. Позже — благодаря ходатайствам братьев Вайнеров — ставка была повышена: Высоцкому стали платить сорок два рубля за смену, Владимиру Конкину — исполнителю роли Шарапова — пятьдесят два.
В «Месте встречи…» Высоцкий сумел проявить себя и как режиссёр. Когда Говорухин в разгар съёмок вынужден был на время уехать, то всю работу, связанную с постановочной частью, он доверил Владимиру Семёновичу. Тот самостоятельно снял эпизод, связанный с опознанием Фокса, а также сцену допроса Шараповым врача Груздева. Впоследствии участники киногруппы вспоминали о том, как актёр консультировал их на разных этапах. Так, Евгений Леонов-Гладышев, сыгравший оперативника Васю Векшина, рассказывал, что Высоцкий предложил облачить его героя в белое офицерское кашне, которое в послевоенные годы носила молодёжь, не попавшая на фронт (эти кадры в фильм не вошли). Исполнительница роли Желтовской Юнона Карева признавалась, что ей, не имевшей кинематографического опыта, было сложно находиться перед камерой, однако Высоцкий окружил актрису «самой настоящей отцовской заботой». По свидетельству Станислава Садальского, идея добавить в образ Кирпича запоминающуюся речевую особенность — шепелявый «приблатнённый говорок» — была рождена именно Владимиром Семёновичем. Актёр предложил создателям картины привлечь к съёмкам Всеволода Абдулова и Виктора Павлова, сыгравших соответственно Петра Соловьёва и Левченко; он же порекомендовал режиссёру пригласить на роль Фокса Александра Белявского.
Высоцкий собирался передать для фильма ряд песен («Балладу о детстве», «О конце войны», «Побудьте день вы в милицейской шкуре…»), но ни одна из них в картину не вошла. По одним данным, актёр сам отказался от их использования, потому что счёл, что в этом случае капитан Жеглов рискует превратиться во Владимира Высоцкого; по другим — идея с песнями была отвергнута Говорухиным, решившим, что произойдёт разрушение и общей драматургии, и образа героя. Тем не менее в одном из эпизодов Жеглов спел фрагмент песни Александра Вертинского «Лиловый негр», перемежая текст произведения репликами, обращёнными к Шарапову. Песенная тема была обыграна Высоцким в 1980 году в посвящении, приуроченном к творческому вечеру Вайнеров и содержавшем строки: «Я не спел вам в кино, хоть хотел, / Даже братья меня поддержали: / Там, по книге, мой Глеб где-то пел, / И весь МУР все пять дней протерпел, / Но в Одессе Жеглова зажали».
Показ «Места встречи…» по телевидению начался 11 ноября 1979 года. В 1981 году на IX Всесоюзном кинофестивале в Ереване Высоцкий за исполнение роли Жеглова был удостоен спецдиплома и приза жюри. Другая посмертная награда — Государственная премия СССР — была присуждена ему в 1987 году. Союз кинематографистов СССР, направляя представление в комитет по премиям, указал, что кандидатура Высоцкого выдвинута за «исполнение роли Жеглова в телевизионном фильме „Место встречи изменить нельзя“ производства Одесской киностудии и авторское исполнение песен и баллад в фильмах „Вертикаль“, „Бегство мистера Мак-Кинли“, „Война под крышами“, „Точка отсчёта“». В итоговом постановлении формулировка подверглась корректировке — упоминание о киноработах, за исключением «Места встречи…», оказалось удалено.

На съёмках «Место встречи изменить нельзя», 1978 год

#### Образ Глеба Жеглова
Словосочетание «эра милосердия», несущее в сценарии ключевой посыл, произносит в коммунальной кухне Михаил Михайлович Бомзе (Зиновий Гердт), мечтающий о том идеальном будущем, когда вся преступность исчезнет; её, по мнению героя, победят не карательные органы, а человеколюбие. Пока это время не наступило, бороться с бандой «Чёрная кошка» приходится муровцам, в том числе Глебу Жеглову и Владимиру Шарапову. Двух героев многое сближает, но в целом они разные. Шарапов — коренной москвич; Жеглов провёл детство в деревне, а в отрочестве, вероятно, беспризорничал («Я вот таким пацаном был — под котлами ночевал, в каких асфальт варят»). Шарапов живёт в просторной, по послевоенным столичным меркам, комнате, обставленной старой добротной мебелью; Жеглов, не имеющий собственного угла, обитает в общежитии. В Шарапова влюблена «правильная девочка» Варя Синичкина; у Жеглова нет ни жены, ни невесты; единственное его появление с дамой происходит на милицейском вечере, когда капитан, спускаясь по лестнице под руку со своей спутницей, с трудом скрывает торжество — «и он не хуже других».
При этом в биографии Жеглова есть «белые пятна», дающие исследователям основание предполагать, что капитан милиции, досконально знающий уголовную среду, был некогда «королём улицы в Замоскворечье ли, в Марьиной ли роще». По версии киноведа Ирины Рубановой, в облике, лексике и интонациях Глеба Егоровича угадывается человек, «хлебнувший тюряги»; по словам высоцковеда Владимира Новикова, в подтексте сценария можно найти намёки на то, что герой — «из бывших». С этими доводами не согласна Анна Блинова, считающая, что в Жеглове нет никакого «ностальгического сочувствия» по отношению к правонарушителям; подтверждением тому являются граничащие с вызовом фразы, произнесённые героем в ситуации с кошельком, подброшенным карманнику Кирпичу: «Вор должен сидеть в тюрьме! И людей не беспокоит, каким способом я его туда упрячу!». В свою очередь, искусствовед Наталья Крымова отмечала, что своеобразие речи и поведения Жеглова восходит к «тем блатным напевам, которыми свободно владел Высоцкий и которые теперь подчинил общему смыслу фильма».

Грима было не надо. Точная внутренняя характерность, как сказали бы в старом МХАТе, нуждается в минимальных внешних красках. Но она была виртуозно освоена, и оттого так сидел пиджачок на плечах Глеба Жеглова, так — шляпа на голове, так — маечка на теле, так он сам сидел на своем казённом столе.— Наталья Крымова
Высоцкий передал герою собственную стремительность, умение быстро перемещаться и молниеносно принимать решения. Жеглов — руководитель отдела, однако в нём нет ни намёка на вальяжно-бюрократическую начальственность: Глеб в своём кабинете ведёт себя непосредственно, он может непринуждённо сесть на стол, вольно облокотиться. Герой легко переходит на «ты», способен шуткой разрядить обстановку и беззлобно подтрунить над кем-то из коллег. В то же время он безапелляционен, и интонация, с которой Жеглов отдаёт приказы, исключает возможность ослушания. Он не терпит возражений и раздражается, если подчинённые начинают проявлять излишнюю самостоятельность: «Ты вот что, орёл, с вопросами своими мудрыми воздержись пока! Понял? Твой номер шестнадцатый, помалкивай в трубочку, ясно?» Весь сценарный материал, раскрывающий многообразие граней в характере героя, используется Высоцким свободно и легко — по словам Натальи Крымовой, актёр, создавая образ Жеглова, «чуть ли не впервые, что называется, вырвался на волю. А вырвавшись, проявил невиданную на съёмочной площадке волю творческого порядка».
Одним из морально-этических вопросов, поставленных в фильме и оставшихся без однозначного ответа, является отношение Жеглова к закону. В эпизоде с подброшенным кошельком оппонентом Глеба Егоровича выступает Шарапов, убеждённый в том, что любой подлог в работе милиции должен быть исключён: «Если закон один раз подмять, потом другой раз, то это уже будет не закон, а кистень!». В заключительных сценах герои вновь показывают, что их представление о справедливом мироустройстве разнится. Жеглов, не слыша отчаянного крика Шарапова, стреляет вслед убегающему Левченко.

Я согласен почти со всеми рецензентами, но и они все остановились на четверти пути, не договорили, что и теперь очень интересно и важно исследовать эту тему: кто из них прав? Как нужно обращаться с террором: таким же способом или всё-таки терпеть и пытаться находить другие пути? Никто в мире не может ответить на этот вопрос. Я, например, и согласился сниматься в этой картине, чтобы этот вопрос поставить.— Владимир Высоцкий

### «Маленькие трагедии»

На съёмках фильма «Маленькие трагедии», 1979 год

Роль Дон Гуана в телевизионном фильме Михаила Швейцера «Маленькие трагедии» стала последней в кинобиографии Высоцкого. Впоследствии режиссёр картины, рассказывая о выборе исполнителя, заметил, что существуют стереотипы, согласно которым образ рокового обольстителя надлежит воплощать только фактурным артистам с эффектной внешностью. Высоцкий не принадлежал к их числу, но именно в нём постановщик увидел те качества, что присущи Дон Гуану: «Он поэт и он мужчина. <…> Понимаете, пушкинские герои живут „бездны мрачной на краю“ и находят „неизъяснимы наслажденья“ существовать в виду грозящей гибели. Дон Гуан из их числа. И Высоцкий — человек из их числа».
Кинопробы, которые состоялись в декабре 1978 года, Высоцкий проходил в паре с Татьяной Догилевой, претендовавшей на роль Лауры. По воспоминаниям актрисы, их снимали очень основательно, вместе и по отдельности — в общей сложности работа заняла целый день. Кроме Владимира Семёновича, на роль дон Гуана пробовались Сергей Юрский и Михаил Боярский. В результате кандидатура Догилевой была отклонена худсоветом (Лауру в картине сыграла Матлюба Алимова), а Высоцкий ждал вердикта не менее двух месяцев. Швейцер, изначально настроенный на его участие в «Маленьких трагедиях», вынужден был решать вопрос с утверждением актёра через Госкино и другие инстанции.
Натурные съёмки проходили в Литве и Азербайджане, павильонные — на «Мосфильме». Высоцкий, который в ту пору был чрезвычайно занят (одновременно с «Маленькими трагедиями» он участвовал в фильме «Место встречи…», играл в театре и выступал с концертами), прилетал в киноэкспедиции непосредственно к своей смене. Будучи полностью сконцентрированным на образе Дон Гуана, актёр не вступал в контакты с киногруппой, не пел во время перерывов и общался в основном с партнёрами по эпизоду и с режиссёром. Как рассказывал оператор фильма Михаил Агранович, Высоцкий появлялся на площадке полностью готовый к съёмкам. Если при работе с другими исполнителями Швейцеру порой приходилось наглядно показывать рисунок роли, то с Владимиром Семёновичем всё происходило иначе: актёр настолько хорошо знал материал, что постановщик принимал его предложения практически без замечаний.
У «Маленьких трагедий» были две премьеры. Первая состоялась 29 февраля 1980 года в Доме кино. Высоцкий не смог прибыть на первый показ, поскольку давал в это время концерт в одном из научно-исследовательских институтов. Тем не менее во время выступления актёр упомянул о картине, отметив, что «Швейцер сделал изумительный, на мой взгляд, монтаж из пушкинских стихов». Через несколько месяцев, в начале июля, начался показ «Маленьких трагедий» по телевидению. Это было последнее прижизненное появление Высоцкого на экране. Вероятно, Владимир Семёнович не смотрел ни одной серии фильма (за исключением тех фрагментов, что он видел во время озвучивания). В дни показа он решал проблемы, связанные со стремлением избавиться от наркозависимости и вылечиться вдали от Москвы, в старательской артели Вадима Туманова. Попытка улететь в артель и закрыться там в изолированном домике, живя под наблюдением врачей, не удалась, несмотря на купленные билеты. Через три с половиной недели Высоцкий скончался. Большинство рецензий, посвящённых «Маленьким трагедиям» вообще и образу дон Гуана в частности, вышли уже после смерти Высоцкого и были весьма доброжелательными.

Но есть одно актёрское исполнение в этом фильме, где найдено «золотое сечение» образа дон Гуана, созданного Владимиром Высоцким. Особенно бережной, гармонически-музыкальной манерой произнесения стихотворного текста артист в границах образа Гуана даёт характер и его творца, и мысль поэта. Как это достигается? Высоцкий оставляет тончайший зазор между собой и ролью, благодаря чему возникает небольшой сдвиг, отстранение образа. <...> Так совершается прорыв в поэтическое кино, адекватное внутреннему миру пушкинских трагедий.— Э. Яснец — «Искусство кино», 1981, № 8

## Песни для кинофильмов
Во время выступлений перед зрителями, рассказывая о работе над произведениями для кинематографа, Высоцкий подчёркивал, что для него всегда было важно видеть: песня органично вписывается в сюжет картины, усиливает смысловую нагрузку, добавляет новые грани к раскрытию характеров персонажей. В общей сложности Владимир Семёнович предложил для различных фильмов не менее ста тридцати песен и баллад — одни были написаны непосредственно для той или иной ленты, другие — созданы ранее. При этом не все произведения, переданные студиям, в итоге появлялись в картинах; по словам автора, из каждых пяти песен, отданных им в кино, до экрана доходили только две — остальные либо отклонялись ещё до запуска фильма, либо удалялись в процессе производства или монтажа.
Далеко не все профессиональные композиторы и музыковеды при жизни Высоцкого готовы были воспринимать его как коллегу по цеху. Так, критик Василий Кухарский на страницах журнала «Советская музыка» (1968, № 10), издававшегося под эгидой Союза композиторов СССР, отмечал, что Высоцкий создаёт «мутную дребедень про Нинку-наводчицу», а его музыка представляет собой «перепевы блатного и полублатного „фольклора“ под убогий гитарный „счёс“». Творческие искания Владимира Семёновича не принимали ни Дмитрий Кабалевский, ни Василий Соловьёв-Седой, писавший в 1968 году в газете «Советская Россия»: «Я решительно против того, чтобы нашей молодежи навязывать косноязычность, блатной лексикон, музыкальный примитив». Вероятно, отсутствие официального признания и членского билета Союза композиторов оказывало непосредственное влияние на взаимоотношения Высоцкого с кинематографистами: в ряде картин, где использовались его песни, фамилия автора в титрах не указывалась вообще. К примеру, в фильме «Карантин» звучала песня Владимира Семёновича «Давно смолкли залпы орудий…» в исполнении Юрия Каморного; автор в титрах не значился. Та же самая история произошла с произведением «Долго же ты шёл в конверте, листок…», вошедшим в приключенческую ленту «Внимание, цунами!»: песенно-музыкальная тема оказалась лейтмотивом картины, в титрах был указан композитор Олег Каравайчук; авторство Высоцкого осталось за кадром.

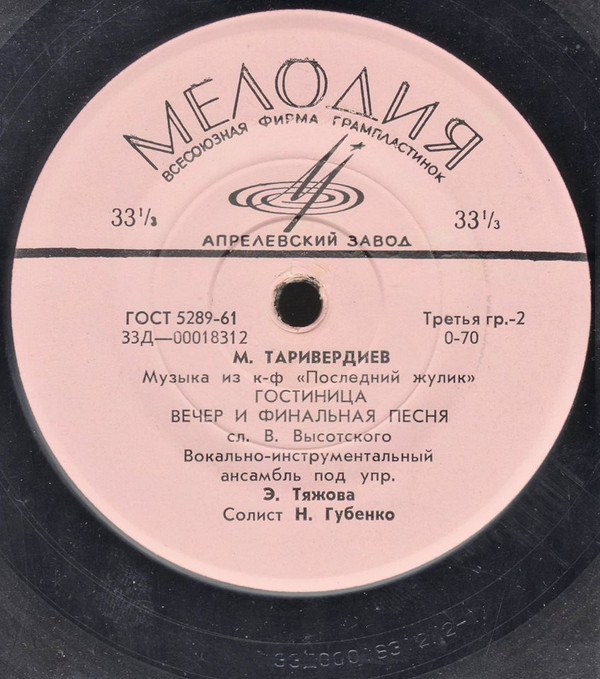
Миньон фирмы Мелодия. Музыка из к/ф «Последний жулик»

По свидетельству Игоря Шевцова, написавшего сценарий к фильму ««Мерседес» уходит от погони», в конце жизни Владимир Семёнович всё-таки пытался отстаивать свои авторские права. Когда в 1980 году киностудия имени Довженко начала вести с ним переговоры о передаче песни «О конце войны», Высоцкий выдвинул условие: «Я хочу, чтобы меня считали автором не только текста, но и музыки, а то орут: не композитор, не композитор! Да при чём тут это? Моя песня, моя мелодия, а инструментовка — не их дело. В общем, пусть платят и за музыку тоже!» Студия дала согласие, запись состоялась, однако песня в картину не вошла.
Один из наиболее удачных опытов работы с песнями в советском кинематографе был, по мнению Высоцкого, воплощён в фильме «Вертикаль». Каждая из них имела «самостоятельную ценность» и одновременно очень точно соотносилась со стилистикой ленты, её содержанием и видеорядом. Музыку к «Вертикали» написала София Губайдулина, которая впоследствии признавалась, что звучавшие в фильме произведения Высоцкого — «совершенно необыкновенное явление», и она отнеслась к ним с максимальным тактом, обработав лишь одну из его песен (это было необходимо для записи с оркестром) и сохранив при аранжировке авторские интонации, их «драматизм и романтизм». В число тех, кто ценил песенное творчество Владимира Семёновича, входил и Микаэл Таривердиев, с которым Высоцкий пересекался сначала в Театре на Таганке (композитор писал музыку к спектаклю «Герой нашего времени»), а затем в фильмах «Саша-Сашенька» и «Последний жулик». С ленты «Последний жулик», в которой прозвучали три песни на стихи Высоцкого, начался отсчёт его дискографии: в 1967-м году вышла в свет пластинка Таривердиева с первой записью произведения Владимира Семёновича — речь идёт о песне «Вот что: жизнь прекрасна, товарищи…», исполненной Николаем Губенко.
С Сергеем Слонимским Высоцкий работал над песнями к фильму «Интервенция». Общение с поэтом и актёром, по словам композитора, оставило у него весьма приятные впечатления: Владимир Семёнович показал себя как профессионал, ответственно относившийся к поставленной задаче. В картину вошли две песни, написанные Высоцким и Слонимским. Одну из них — «Гром прогремел» — исполнил Ефим Копелян. Вторая — «Песня Бродского» про деревянные костюмы — представляла собой довольно сложную арию, потому что в неё были включены три мелодии; спевший её Высоцкий «справился с этой исполнительской задачей блестяще». Позже Владимир Семёнович с согласия Слонимского подготовил собственную версию этой песни; с ней он выступал перед зрителями на концертах.
С композитором Исааком Шварцем Высоцкий как автор сотрудничал в трёх фильмах. Первая их встреча состоялась на съёмках детективной картины «Дела давно минувших дней…», к которой Владимир Семёнович написал песню «Оплавляются свечи…» — своеобразную стилизацию под старинный романс в манере Александра Вертинского. Как вспоминал позже композитор, Высоцкий, передавая текст, сказал, что его не интересует сумма гонорара, которую он получит за эту работу, но ему важно, чтобы в титрах стояло его имя. В результате получилось танго, которое в фильме исполнила Инна Варшавская. Вторая встреча Шварца и Высоцкого произошла во время съёмок ленты «Чёрный принц», для которой поэт и композитор написали песню «Неужели мы заперты в замкнутый круг?» Как отмечал Марк Цыбульский, это был тот случай, когда песня, исполненная Валентиной Толкуновой и поставленная в фильм вне сюжетной логики, не усилила содержание картины. Кроме того, Шварц и Высоцкий участвовали в создании фильма «Бегство мистера Мак-Кинли». По воспоминаниям Высоцкого, «сделали оркестровки, много работали ночью. Очень трудное оказалось кино». В итоге фильм, из которого были исключены семь баллад Владимира Семёновича, оказался далёким от изначального замысла.
В картину «Стрелы Робин Гуда» Высоцкого пригласили как автора и исполнителя баллад. Владимир Семёнович сочинил для неё шесть произведений — «Балладу о Любви», «Балладу о борьбе», «Песню о времени», «Песню о двух погибших лебедях», «Песню о вольных стрелках», «Песню о ненависти». Музыку к трём песням, по задумке создателей фильма, писал Вениамин Баснер (в качестве исполнителей предполагались «Песняры»); три другие должны были прозвучать с музыкой Высоцкого в авторском исполнении. Сотрудничество с Баснером не состоялось (по словам композитора, он расторг договор со студией «по вине ретивых идеологов, не желавших пускать Высоцкого на экран»). Сам Высоцкий до определённого момента воспринимал участие в картине позитивно: «Я написал шесть больших баллад, написал текст, музыку и буду их записывать, вероятно, с „Песнярами“». Однако во время сдачи «Стрел Робин Гуда» режиссёр Сергей Тарасов получил указание исключить из фильма все баллады Высоцкого. Благодаря сохранившейся у Тарасова копии, изначальная версия ленты была восстановлена в 1997 году. Кроме того, четыре песни вошли в фильм «Баллада о доблестном рыцаре Айвенго», также выпущенный после смерти Владимира Семёновича — в 1982 году.

Большая часть песен Высоцкого отличается величайшей тонкостью и нестандартностью и по количеству тактов во фразе, и ритмикой, как бы создающей свой пульс рядом с пульсом метрической основы его песен. <...> Потом очень много таких тонких подробностей и в гармонизации, и в мелодике, и в кадансах — в отказе от трафаретных кадансов или в нарочито дурацком их исполнении, отчего они немедленно попадают в смысловые кавычки.— Альфред Шнитке

## Озвучивание
В некоторых кинематографических работах Владимир Высоцкий выступал в роли актёра озвучивания. Первый опыт подобного рода произошёл ещё во время его обучения в Школе-студии МХАТ — в 1957 году студент Высоцкий участвовал в озвучивании мультфильма «Чудесница» режиссёра Александра Иванова. В популярный в те времена мультипликационный фильм о достоинствах и полезных свойствах кукурузы входил эпизод с хором сорняков, распевающих песню на стихи Льва Позднеева и Владимира Коркина и музыку Александра Варламова. По свидетельству Людмилы Абрамовой, в этом хоре один из голосов принадлежал Владимиру Семёновичу. Через десять лет после «Чудесницы» голос Высоцкого прозвучал в мультфильме «Шпионские страсти» — пародии на детективные фильмы. Специально для этой работы записи не было — режиссёр Ефим Гамбург убыстрил ранее записанную фонограмму исполнения Высоцким чужой песни «Очи чёрные» и вложил получившееся «контральто» в уста ресторанной певицы в одном из эпизодов.
В 1974 году режиссёр Александр Боголюбов, снимавший мультипликационного «Волшебника Изумрудного города», пригласил на озвучивание роли Бастинды Вениамина Смехова. Актёр «Таганки» не забыл про своего коллегу по театру и познакомил режиссёра с Высоцким. Персонаж — Волк (слуга Бастинды) — был выдуман ими прямо во время работы над мультфильмом. Специфика мультипликации проявилась в данном случае в том, что сначала проводилось озвучивание персонажа, а уже потом съёмки кукольных персонажей накладывались на голос. Запись тоже подвергалась технической коррекции — тембр герою подбирался изменением скорости воспроизведения фонограммы, как это часто делается в мультипликации. Персонаж Высоцкого фигурирует в четвёртой серии мультфильма — «Королевство Бастинды». По мнению высоцковеда Марка Цыбульского, актёр хорошо справился с работой над этой картиной.
Голосом Высоцкого мог бы говорить один из самых популярных персонажей советской мультипликации — Волк из мультфильма «Ну, погоди!». Режиссёр Вячеслав Котёночкин специально приезжал в Театр на Таганке перед началом работы над картиной и предлагал Высоцкому эту роль. Актёр вначале отказывался из-за занятости; позже, прочитав сценарий, дал своё согласие. Но на прошедшем незадолго до событий пленуме ЦК ВЛКСМ кто-то назвал Высоцкого «одиозной фигурой», и это привело к отказу в утверждении артиста на участие в мультфильме. Тем не менее в первой серии «Ну, погоди!», снятой Котёночкиным (1969), звучит фрагмент мелодии из песни Высоцкого «Если друг оказался вдруг…».

Если бы тридцать лет назад я начал работать над фильмом «Ну, погоди!» с Высоцким в роли Волка, то это было бы совсем другое кино... И нет вопроса — хуже или лучше. Просто совсем другой фильм. Просто ещё раз подтвердилось, что мультипликационное кино — тоже игровое. — Вячеслав Котёночкин
В 1969 году Высоцкий одновременно со съёмками «Опасных гастролей» принял участие в закадровом чтении текста для документального фильма «Ильф и Петров» (студии Центрнаучфильм) режиссёра Евгения Осташенко. Фамилия чтеца не была указана в титрах, и зрителям приходилось узнавать Высоцкого по голосу.

## Участие в телеспектаклях
В ранней актёрской карьере Владимира Высоцкого было участие и в телеспектаклях. Первым его опытом телевизионных съёмок в мае 1961 года стала постановка по роману «Орлиная степь» прозаика Михаила Бубеннова. Режиссёром телеспектакля назначили Леонида Аристарховича Пчёлкина. На момент работы над «Орлиной степью» Пчёлкин ещё не был известен как «Пчеллини Леонид Патриархович», как его уважительно называли в кулуарах в будущем, признавая заслуги на поприще телевизионного кино, — в 1961 году в его творческом багаже значился всего один телеспектакль, а также участие в качестве второго режиссёра в фильме «Поэма о море». Репетиции спектакля шли примерно месяц на сцене Театра имени Пушкина, съёмки производились в студии на Шаболовке и на натуре. В 1988 году режиссёр вспоминал:

Хотя Володя был тогда совсем молодым актёром, но в нём ощущалась какая-то внутренняя сила и убеждённость. Помню, кто-то сказал: «А может быть, он и споёт?» Так родилась в этой сцене песня. Вечерняя сцена: колхозники сидят у костра, и Володя поёт «Белым снегом…», аккомпанируя себе на гитаре. Эту песню предложил он сам. Он так хорошо и задушевно пел, что просто украсил нам эту сцену. Кроме этого он был занят ещё в 1—2 сценах. Это были проходные эпизоды, но Володя отрабатывал их с полной творческой отдачей.
В телеспектакле также играли Евгений Урбанский, Тамара Лякина, Всеволод Платов и Тамара Зяблова. По мнению высоцковеда Марка Цыбульского, произведение, по которому снималась телепостановка, не стоило даже бумаги, на которой оно было написано, и являлось типичнейшим примером прозы эпохи социализма.
Второй телеработой Высоцкого в 1965 году стала постановка «Комната» по пьесе выпускника ВГИКа Бориса Ермолаева. Главные роли в телеспектакле исполняли актёры Театра на Таганке Людмила Комаровская и Дальвин Щербаков, также участвовали Вениамин Смехов, Людмила Абрамова, Эдуард Арутюнян, режиссёром опять выступил Леонид Пчёлкин. Сюжет пьесы был незамысловат — «двое любят, нет квартиры; а вот и появилась, и друзья это отметили…». Высоцкий играл роль художника, отрицательного персонажа, его супруга создавала образ влюблённой в него стюардессы. Эдуард Арутюнян, выступая от лица рассказчика, исполнял отрывки из песен Высоцкого «Большой Каретный» («Где твои семнадцать лет?…») и «Жил я с матерью и батей…». Показ «Комнаты» по телевидению состоялся 3 июля 1965 года и, как вспоминают участники просмотра, «много радостных впечатлений» он им (снимавшимся в спектакле актёрам) не принёс. Вопрос о сохранности записей обоих телеспектаклей с участием Высоцкого остаётся открытым.

## Несыгранные роли
В начале 1960-х годов Высоцкий в частных разговорах иронично называл себя фотоактёром, подчёркивая, что его «участие» в фильмах нередко ограничивалось фотопробами в гриме и костюмах персонажей. В дальнейшем ситуация стала меняться, тем не менее нереализованные проекты и несыгранные роли составили значительную часть его кинобиографии. Так, Высоцкий дважды приглашался на роль Остапа Бендера. В первом случае речь шла о картине Михаила Швейцера «Золотой телёнок». После просмотра пробных записей режиссёр из всех кандидатов выбрал Сергея Юрского; Высоцкий, по мнению Швейцера, был на экране «слишком драматичен». Вторая возможность сыграть великого комбинатора появилась у Владимира Семёновича в ленте Леонида Гайдая «Двенадцать стульев». Как вспоминала Наталья Крачковская, проходившая кинопробы в паре с Высоцким, он был «прекрасным партнёром», его работа нравилась режиссёру. Но воплотить на экране образ Бендера актёру не довелось — по словам Гайдая, накануне съёмок произошёл срыв: «Высоцкий вдруг заболел и надолго. У нас план „горел“, вот мы и пригласили Арчила Гомиашвили».

На пробе к фильму «Сирано де Бержерак»

Два раза привлекал его к кинопробам и Андрей Тарковский — в фильме «Иваново детство» Владимиру Семёновичу была предложена роль капитана Холина, в «Андрее Рублёве» — роль сотника Степана; ни в одной из картин сотрудничество актёра и режиссёра не состоялось. Георгий Натансон предлагал Высоцкому роль Электрона в мелодраме «Ещё раз про любовь». Кинопробы, по свидетельству сценариста Эдварда Радзинского, получились удачными, актёр легко нашёл общий язык с исполнительницей роли Наташи Татьяной Дорониной, но его кандидатуру отклонил руководитель творческого объединения Иван Пырьев.
В список ролей, не сыгранных актёром, входили также генерал Хлудов из двухсерийной киноленты «Бег», снятой по мотивам произведений Михаила Булгакова, и Пётр из фильма Ларисы Шепитько «Ты и я». Как рассказывал Юрий Визбор, исполнивший в картине Шепитько роль Саши, «утомительный и нервный путь переговоров, фотопроб, кинопроб приводил Володю к неудачам. Увы, так случилось и в картине „Ты и я“». Режиссёр Георгий Юнгвальд-Хилькевич, запуская в производство фильм «Д’Артаньян и три мушкетёра», надеялся, что главная роль достанется Высоцкому. Однако работа над экранизацией романа Дюма совпала по времени с участием актёра в картине «Место встречи изменить нельзя». По словам Михаила Боярского, роль д’Артаньяна была предложена ему после того, как от неё отказался Высоцкий.
В конце 1960-х годов Эльдар Рязанов начал подготовку к съёмкам фильма «Сирано де Бержерак» по пьесе Эдмона Ростана. Режиссёр рассчитывал, что роль парижского поэта и острослова сыграет Евгений Евтушенко. Высоцкий, узнав о планируемой работе, изъявил желание пройти кинопробы, на что Рязанов, в ту пору мало знакомый с его творчеством, ответил: «Понимаете, Володя, я не хочу в этой роли снимать актёра, мне хотелось бы снять поэта». Впоследствии режиссёр признавался, что в его ответе содержалась «невероятная бестактность». Тем не менее Владимир Семёнович пришёл на студию и репетировал «очень страстно, очень темпераментно». Запись кинопроб как Высоцкого, так и Евтушенко, не сохранилась; остались лишь фотографии претендентов в гриме Сирано де Бержерака. Сам проект оказался нереализованным, но связанная с ним тема получила продолжение через несколько лет, когда Рязанову подарили сборник кассет с записями песен Высоцкого. После многих часов прослушивания режиссёр позвонил Владимиру Семёновичу со словами: «Ты замечательный поэт, ты прекрасен». На вопрос Высоцкого о том, взял бы Рязанов теперь его на роль Сирано, режиссёр ответил: «Сейчас бы взял».
В список несостоявшихся работ актёра входила и роль молодого гусара Евгения Крестовского из картины «Земля Санникова». Высоцкий хорошо показал себя на пробах и подготовил для фильма три песни — «Белое безмолвие», «Балладу о брошенном корабле» и «Кони привередливые». Кроме того, в ленте предполагалось участие Марины Влади, которая была утверждена на роль невесты учёного Ильина. Однако против кандидатуры Высоцкого в «Земле Санникова» выступил генеральный директор «Мосфильма» Николай Сизов. В результате Крестовского сыграл Олег Даль. Песни Высоцкого в картину не вошли. Об этой истории Владимир Семёнович рассказывал в письме Станиславу Говорухину так:

Утвердили меня в картину «Земля Санникова», сделали ставку, заключили договор, взяли билеты, бегал я с визой для Марины, освобождение в театре вырывал с кровью у директора и Любимова, а за день до отъезда Сизов — директор «Мосфильма» — сказал: «Его не надо». «Почему?» — спрашивают режиссёры. — «А не надо, и всё». <...> Нужно просто поломать откуда-то возникшее мнение, что меня нельзя снимать, что я — одиозная личность. 

## Сценарии и сценарные наброски
Ещё в студенческие годы Владимир Семёнович стал признанным автором сценариев для многочисленных капустников, часто проводившихся в школе-студии МХАТ. Позже он неоднократно пробовал себя на поприще написания сцен для фильмов и полных киносценариев. Первый подобный опыт произошёл в 1966 году во время участия в съёмках фильма «Последний жулик». «Лекция о динозаврах» (и предположительно «Гадание цыганки») — сценарные наброски эпизодов, которые Высоцкий предлагал в картину, — не были приняты киногруппой.
На рубеже 1966 и 1967 годов Карина Филиппова, хорошо знавшая Высоцкого, показала ему монопьесу своей подруги Дины Калиновской «Баллада о безрассудстве». Вначале актёру пьеса не понравилась, но через три дня он позвонил из Одессы, изменив своё мнение, а по возвращении встретился с автором и предложил совместную работу: он напишет для картины несколько песен, сам будет играть, а соавтором сценария пригласит Станислава Говорухина. Подруги дали своё согласие, некоторое время шла работа над проектом фильма. Появились два новых рабочих названия — «Один» и «Помните, война случилась в сорок первом…». Но ещё на этапе сценарной заявки, отправленной на Одесскую киностудию, работа не была утверждена в Госкино Украины. По предположению Филипповой и Калиновской, отказ в утверждении произошёл из-за того, что в сценарии герой «противопоставил себя коллективу». В своих воспоминаниях они рассказывали о запомнившейся строке из недописанной Высоцким песни про собаку к этой роли — «Мне очень нужен Бим, он мне необходим…» («Бим, который мне необходим»). Согласно данным высоцковеда Марка Цыбульского, песня не звучала более нигде; она не обнаружена и в черновиках.
В дневниках Валерия Золотухина сохранилась запись о чтении ему Высоцким 26 мая 1969 года сценария «Удивительная история очень молодого человека из Ленинграда и девушки из Шербура». Разные варианты автографа сценария сохранились и в архивах матери поэта Нины Максимовны Высоцкой, и в архивах киностудии Ленфильм. Как предполагает Сергей Жильцов, сценарий создавался с расчётом на участие в будущем кинофильме Марины Влади и автора. Также сохранилась рукопись короткометражного сценария «Где центр?», предположительно датированного Сергеем Жильцовым 1969—1970 годами, несмотря на то, что в рукописи содержится иная дата — 1975 год (по мнению Марка Цыбульского, предположения обоснованные). В РГАЛИ хранится сценарный набросок «Диалог о спорте», написанный для кинофильма «Спорт, спорт, спорт» (1970). Сцена описывает разговор двух поэтов о спорте. По данным Жильцова, эпизод создавался в расчёте на участие в нём Высоцкого, но в фильм предложен не был. В 1972 году Высоцкий представил на «Мосфильм» в 6-е творческое объединение сценарий «Как-то так всё вышло…» (предположительно написанный им в 1971—1972 годах). Худсовет студии отверг сценарий об испытании скафандра, несмотря на утверждения автора, что после гибели трёх космонавтов в июне 1971 года картина будет особенно актуальна.
В 1974 году ленинградский завод «Русские самоцветы» принял решение предварить выпуск серии ювелирных изделий со знаками зодиака рекламным фильмом. Госкино СССР направило соответствующую заявку на студию документальных фильмов Ленинграда. Редактор рекламного объединения киностудии Сергей Бондарчик вначале предложил Высоцкому написать песню для планировавшейся картины, а затем студия заключила с поэтом договор и на написание сценария. Съёмки были поручены режиссёру Виктору Петрову, который приступил к процессу подготовки «Знаков зодиака» в декабре 1974 года, а к марту 1975 закончил работу над трёхминутным фильмом и сдал в Госкино первую копию на утверждение. Чиновники увидели в фильме крамолу: Лев — знак зодиака — был красным, что, по их мнению, ассоциировало советскую власть с хищником. Также им не понравилось участие «опального поэта» в производстве картины. После изменения эпизода (вместо льва появился общий план) летом 1975 года фильм вышел на экраны страны. Он демонстрировался в кинотеатрах перед сеансами и имел удачную прокатную судьбу. В то же время режиссёр Виктор Петров был отстранён на несколько лет от какой-либо серьёзной работы на Леннаучфильме. Вопрос о сохранности копий «Знаков зодиака» остаётся открытым.
За несколько дней до конца 1978 года Высоцкий рассказал Эдуарду Володарскому историю генерала Войтенко, попавшего в военное время в плен. Записанная им со слов пенсионера-генерала трагичная, но иногда смешная одиссея заинтересовала Володарского в качестве основы для сценария. Первого января 1979 года Володарский и Высоцкий приступили к работе; в результате совместной деятельности, длившейся «сутками напролёт», произведение под названием «Каникулы после войны» («Венские каникулы») было закончено уже шестого января. Друзья показывали сценарий многим режиссёрам СССР, но все разводили руками и утверждали, что сценарий «непроходим» — его не пропустит цензура. Марина Влади увезла текст в Париж, перевела на французский и показала Жерару Депардьё. Сценарий ему так понравился, что он при встрече с Высоцким изъявил желание сниматься без гонорара. Так же отреагировал актёр Даниэль Ольбрыхский, но продюсера для съёмок картины так и не нашли.
В 1979 году Игорь Шевцов, работавший над сценарием для фильма «Зелёный фургон», обратился к Высоцкому с просьбой сочинить песни для этой картины. Проект заинтересовал Владимира Семёновича, и он сообщил о готовности приступить к экранизации повести Козачинского в качестве режиссёра и соавтора сценария. Совместная деятельность шла непросто — по мнению Геннадия Полоки, определённые разногласия были связаны с разным мироощущением соавторов: «Если бы режиссёром был Высоцкий, то получилась бы более сентиментальная и более трогательная картина». В черновых набросках сохранились записи, свидетельствующие о том, что Владимир Семёнович планировал сыграть в «Зелёном фургоне» Красавчика; роль Ермакова он намеревался предложить Ивану Бортнику. Для фильма Высоцкий написал песню «Проскакали всю страну…».
Во второй половине января 1980 года готовый сценарий был передан худсовету киностудии. Ожидание вердикта затянулось, и в апреле Высоцкий сообщил Шевцову, что, вероятно, откажется от работы над «Зелёным фургоном»: «Не дадут они снять то, что мы хотели». В июне пришло известие о том, что Высоцкий утверждён режиссёром картины; её художественным руководителем был назначен Полока. Сам сценарий, согласно решению комиссии, нуждался в доработке. Запуск фильма в производство был запланирован на сентябрь того же года. До начала съёмочного периода Высоцкий не дожил. Сценарий, написанный им совместно с Шевцовым, вероятно, не сохранился. Картина «Зелёный фургон», снятая на Одесской киностудии в 1983 году по изначальному постановочному варианту Шевцова, не имела к Высоцкому никакого отношения.

## Критика о кинотворчестве Высоцкого
Советские критики 1960—1970-х годов не обходили вниманием кинороли Высоцкого, и фамилия актёра нередко появлялась в обзорных статьях и рецензиях. Однако, по замечанию высоцковеда Елены Кузнецовой, аналитических материалов, серьёзно исследовавших его работу в том или ином фильме, оказалось сравнительно немного. Возможно, некоторая поверхностность оценок, схематизм вместо детального разбора были связаны с общественным представлением о кино как о массовом искусстве, и это «создавало иллюзию возможности размышлять о нём не опираясь на специальные знания» (в отличие от «элитарной театральной критики», которая в своих публикациях о сценических образах Высоцкого стремилась к глубокому искусствоведческому анализу). Тем не менее ещё при жизни Владимира Семёновича, в 1975 году, в издательстве «Искусство» вышла тиражом 150 000 экземпляров книга «Актёры советского кино» с подробной статьёй Ирины Рубановой «Владимир Высоцкий», в которой прослеживалась его творческая биография, начиная с 1965 года; в течение нескольких десятилетий эти материалы считались наиболее полным исследованием кинематографического творчества актёра.

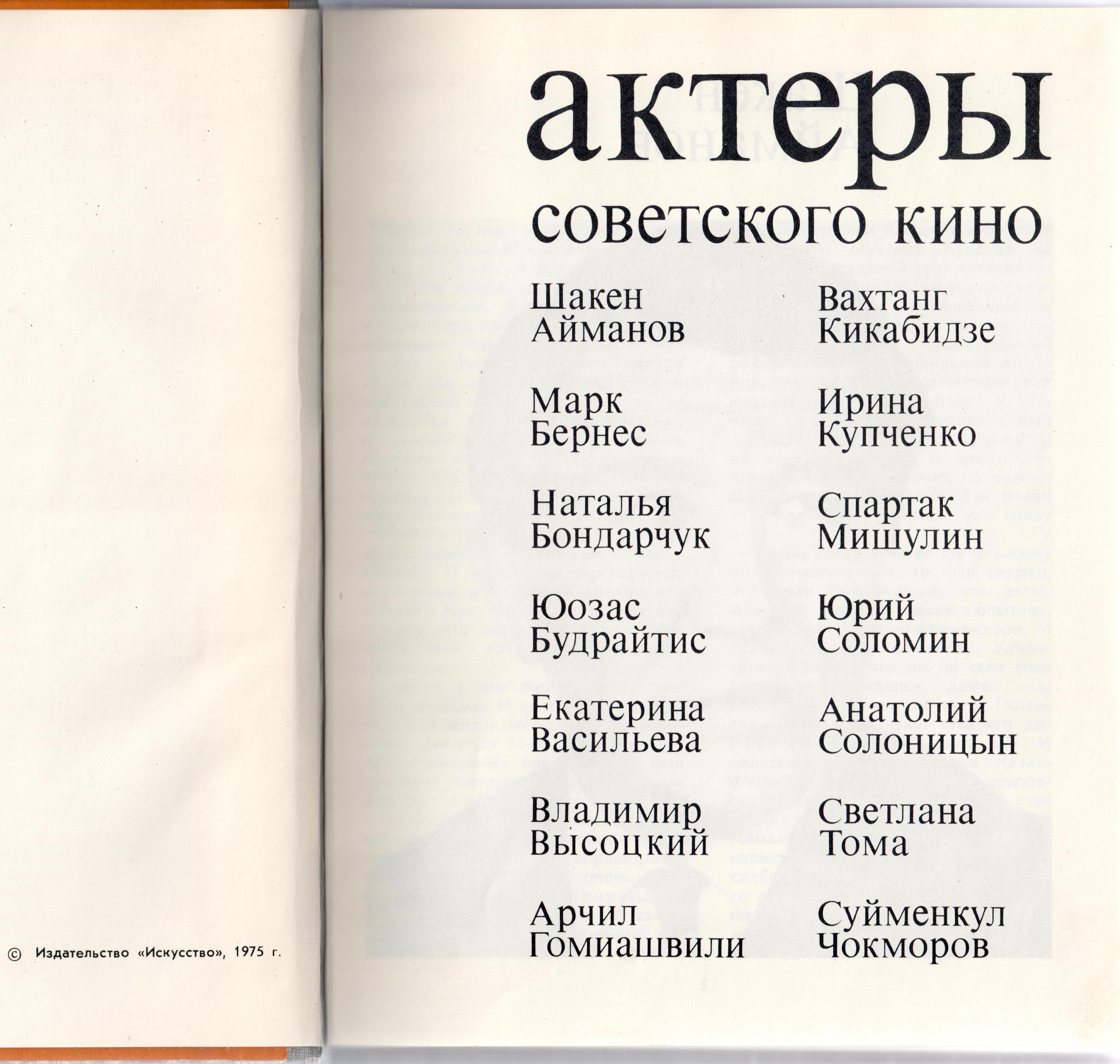
Разворот издания «Актёры советского кино», 1975 год

Первые упоминания в прессе о Высоцком-киноактёре были краткими: в публикации, посвящённой выходу фильма «713-й просит посадку», о его персонаже писали как о «добром малом», а в рецензиях о картине «Стряпуха» критики включали его героя Андрея Пчёлку в общий ряд действующих лиц, даже не указывая фамилию исполнителя. Определённый интерес кинокритиков к Высоцкому обозначился после выхода ленты «Вертикаль»; правда, появление его фамилии в публикациях чаще было связано с песнями, нежели с актёрским мастерством. Так, В. Барановский в одесском издании «Знамя коммунизма» (1967, 16 июля) писал о «философичности, такте и вкусе», которые присутствуют в песнях Высоцкого, включённых в картину о горах; после просмотра «Вертикали», по замечанию автора статьи, «в памяти остались только песни или музыка». Довольно резонансной, несмотря на ограниченный прокат, стала лента «Короткие встречи», в которой Высоцкий исполнил роль геолога. Диапазон мнений об этом персонаже варьировался от «он обаятелен, этот Максим» («Ульяновская правда», 1968, 17 февраля) до «просто персонаж с гитарой, напевающий какие-то незапоминающиеся песенки» («Искусство кино», 1968, № 10).
Столь же разнообразными были отзывы рецензентов о герое Высоцкого — поручике Брусенцове — из фильма «Служили два товарища». Если киноведы В. Соломатин и Марк Зак сочли, что работа Владимира Семёновича оказалась качественной, но традиционной, не несущей профессиональных новаций, то искусствовед Наталья Крымова, напротив, отмечала, что образ Брусенцова, созданный в обход штампов, стал демонстрацией масштаба актёрского дарования Высоцкого. Весьма серьёзная аналитика появилась после выхода картины «Плохой хороший человек», причём о персонаже Высоцкого — зоологе фон Корене — писали не только киноведы, но и театроведы — Константин Рудницкий, Александр Свободин и другие, что само по себе, по замечанию Елены Кузнецовой, являлось «показателем качества: театроведы „берутся за перо“ только тогда, когда речь идёт о высокохудожественном материале».
Все последующие киноработы Высоцкого неизменно получали отклики в прессе, при этом трактовки создаваемых им образов порой становились поводом для полемики. Так было, например, с «обшарпанным соблазнителем» Борисом Ильичом из картины «Единственная…» — критики то воспринимали героя как «поверженного демона», то прочитывали роль как «пародию на провинциальный демонизм». В образе уличного певца из «Бегства мистера Мак-Кинли» практически никто из авторов публикаций не заметил ключевую ипостась — поэта; в то же время в журнале «Искусство кино» указывалось, что включение героя-певца в сюжет картины было сделано ради «корыстной попытки поднять шансы на успех». Довольно много отзывов вызвал и выход фильма «Место встречи изменить нельзя». Практически повсеместно отмечалась актёрская работа Высоцкого, игру которого сравнивали «со школой старого МХАТа». О капитане Жеглове как о «безусловной удаче фильма» написала даже газета «Правда» (1979, 17 декабря), что в ту пору «фактически означало официальное признание» Высоцкого как актёра кино. Однако, по словам Елены Кузнецовой, «самому Высоцкому вкусить плоды этого признания уже не пришлось».

## Комментарии
1. ↑  Юрий Любимов неоднократно направлял в Управление культуры ходатайства о присвоении Высоцкому звания заслуженного артиста РСФСР, однако предложения режиссёра отклонялись чиновниками[4].
2. ↑  «Грешница» — 1962 год, «Мосфильм», режиссёры Фёдор Филиппов, Гавриил Егиазаров, автор сценария Николай Евдокимов (по мотивам одноимённой повести Н. Евдокимова)[39].
3. ↑  «В заколдованных болотах / Там кикиморы живут…» — строки из песни В. Высоцкого «Песня-сказка о нечисти». В фильм вошёл фрагмент песни[71].
4. ↑  «Как все, мы веселы бываем и угрюмы…» —  «Песня Бродского», написанная Владимиром Высоцким в 1967 году. В фильме звучит на музыку Сергея Слонимского[81][82].
5. 1 2  «Парадное давно не открывалось, / Мальчишки окна выбили уже…» — строки из песни В. Высоцкого «Песня-сказка о старом доме на Новом Арбате». В фильме звучит на музыку Микаэла Таривердиева. Написана для оперы Таривердиева «Кто ты?»[121][122].
6. ↑  По другим данным, 9 июня 1978 года Высоцкий обратился к председателю Госкино СССР Ермашу с заявлением о повышении ставки. 15 июня директору Одесской киностудии Г. П. Збандуту было дано указание «установить артисту Высоцкому В. С., исполняющему главную роль Жеглова в телевизионном фильме „Эра милосердия“, ставку киноактёра высшей категории первой группы, т. е. 50 рублей за съёмочный день, на период производства фильма»[191].
7. ↑  «Карантин» — 1968, Киностудия имени А. Довженко, режиссёр Суламифь Цыбульник, автор сценария Юрий Щербак, композитор Валентин Сильвестров. В фильм были предложены, но не вошли песни «Вот и разошлись пути-дороги вдруг…» и, возможно, «Красивых любят чаще и прилежней…» и «Отгремели раскаты боёв…»[61].

## Рекомендуемая литература
- Киеня В. Киносудьба Владимира Высоцкого: фильмы, роли, песни. — Гомель: Полеспечать, 1992. — 9000 экз.